# 秘密 -トップ・シークレット-
『秘密 -トップ・シークレット-』（ひみつ トップシークレット）は、清水玲子による日本の漫画作品。近未来の日本を舞台にしたSFサスペンス。
本項では新シリーズとなる『秘密 season0』についても併せて扱う。また、各サブタイトルは、主に発表年に合わせている。『秘密 -トップ・シークレット-2001』から5年前（2055年）の設定である『秘密 -トップ・シークレット-1999』については、連載の主人公と直接の関連がないため、下方に記す。

## 概要
いわゆる「警察もの」を形式を取る警察官を主役としたサスペンス作品だが、事件の被害者や犯人の記憶を見るという設定上、犯人を特定することと共に、犯人の動機と手口の解明や、事件の展開と顛末に重きが置かれている。ドラマの多くが現場捜査からではなく「第九」施設内から展開されるのも大きな特徴。
舞台設定が2060年代の近未来とされているものの、2010年代時点の技術では実現が困難な「MRI捜査」以外は未来を示唆する描写は少なく、風俗・習慣や地名などは現実に存在するものがほとんどを占める。「第九」が取り扱う事件についても2000年代から2010年代現在の世相や社会問題を背景にした物が多い。
単行本1巻発売直後は売り切れが続出し、再版後も入手困難の状態が続いたため、『MELODY』誌上で謝罪文が掲載された。単行本は、原則として事件の解決まで収録されるため、第6巻では本編180ページに対して第7巻では本編299ページであるなど、各巻ごとに分量が大きく異なる。また、単行本では雑誌掲載分から大幅に加筆・修正されることがある。

### 沿革
- 1999年、白泉社の『MELODY』3月号に読み切り作品として『秘密 -トップ・シークレット-1999』が掲載された。
- 2001年から、主人公を変更した『秘密 -トップ・シークレット-』シリーズの連載が開始された。
- 2005年、『MELODY』誌上で応募者全員サービスとして『秘密 -トップ・シークレット-2001』がドラマCD化された。
- 2008年、『秘密 〜The Revelation〜』のタイトルにてテレビアニメ化された。
- 2011年、第15回文化庁メディア芸術祭マンガ部門優秀賞を受賞。
- 2012年にシリーズ完結。同年、新シリーズとなる『秘密 season0』の連載が開始される。
- 2014年、大友啓史監督による実写映画化が決定し、2016年、実写映画『秘密 THE TOP SECRET』が公開される。
- 2024年、テレビドラマ化が決定し、2025年、テレビドラマ『秘密〜THE TOP SECRET〜』が放送される。

## あらすじ
本編（第2巻以降）
舞台は西暦2060年の日本、「科学警察研究所 法医第九研究室」、通称「第九」。そこで行われる「MRI捜査」では、死者の脳から記憶を映像として再現することが出来るが、解明不能な事件の真相にさえ繋がる有効な捜査手段でありながら、世間から強い偏見と反発に晒されていた。捜査を担当する職員たちも、凶悪犯罪に関わる凄惨な映像と日々向き合うことで苦悩し、心を病む者も多い。
新人の 青木 一行 は最先端捜査を担う「第九」に強い憧れを持って配属される。だが、死者の脳から記憶を辿り、被害者と加害者の「秘密」を暴きだすその仕事は、想像を絶する凄惨なものだった。事件の捜査を通じ、青木は尊敬する第九室長 薪 剛 が抱え持つ「秘密」とも向き合うことになる。
season0（第2巻以降）
解体拡張された元第9メンバーは全国に散った。科捜研所長に昇進した薪と薪の後任室長として警視庁管内に残った岡部を除き、青木もまた郷里の九州に転勤となり室長に昇進した。引き続きMRI捜査を担う彼らは様々な『秘密』と対峙していく。

## 設定

### MRI捜査
「MRI捜査」とは、作中に登場する架空の科学捜査である。死後10時間以内の死体から取り出した脳に強力な磁力による電気刺激を与え、通常では5から10%しか働いていない脳を120%まで働かせ、故人（＝「視覚者」）が生前に「見ていた」映像をMRIスキャナーで再現し、それを基に捜査を行う。
捜査対象となる脳は損傷がないことが条件。脳は120%で働かせているので、通常なら存在する「曖昧な記憶」は存在しないが、死体が「見た」映像なので、自分（捜査員）が「見た」ものと同一に見えないのは勿論、通常では目視し得ない幽霊などの「幻覚」でも生前の体が「見て」いれば映し出される。死後、最大5年前までの記憶を映像化できる。音声が再現されないため、捜査には読唇術が不可欠。屍蝋化した遺体から取り出された60年前の脳から映像を再生することにも成功しており、捜査は日々進歩している。
捜査対象となる事件は「凶悪犯罪」で「通常では捜査困難な犯罪の場合」など、特殊な事例に限られる。特例として捜査員以外の者が映像を見る際には、見た内容を家族にも話さないことや、いかなる映像を見ても犯罪を犯さないといった内容の同意書へのサインが必要となり、違反した場合は罪に問われる。また、捜査資料にあたるMRI画像や脳は秘匿性から5段階のレベル設定がされている。
事件の裏付けとして死刑囚の脳を見ることは「特捜」にあたり、捜査員には「絶対の守秘義務」が発生する。罪状と事実を照合し、故人が他の犯罪に関与していなかったかを確認するために行われる。問題がなければ「絶対の守秘義務」は解かれ、犯罪心理学のデータとして他所に提供されることもある。既に刑が確定している事件については、たとえ冤罪が判明したとしても判決が覆ることはない。

### 第九
MRI捜査を専門に担当する「科学警察研究所 法医第九研究室」（通称「第九」）は警察庁の中でも正式な機関としては位置づけされていない。第九に所属する「研究員」たちは警察官としての階級を持ち、捜査権や逮捕権を持つ「捜査員」でもある。第九職員は国家試験上位合格者のキャリアで占められ、階級も「警部」以上。また、凶悪犯の脳を見るという職務の特殊性から、残酷な画に耐えうる精神力が必要とされる。
「第九」が現在進行形の事件を取り扱う際には、事件を担当する部署との「合同捜査」の形式をとり、MRI以外の捜査は基本的に他の部署が行う。ただし「第九」は警察機構内部において他所から白眼視されており、特に現場捜査などを行う捜査一課からの偏見と敵視は根強い。警察上層部からの圧力も強く、捜査次第では政府や国益を揺るがす重大な事実が発覚することもあり、政治的圧力から事実が闇に葬られることもある。
プライバシー配慮の問題などから「第九」は常に保守の反対派や人権擁護団体、倫理委員会など世論の槍玉に挙げられている。また、一般大衆の間でMRI捜査は「神の領域を蹂躙した」として忌み嫌われており、上記の捜査対象の基準が認識されておらず「自分や家族が死んだら脳を見られてしまうのではないか」との誤解に満ちた偏見を抱く者も多い。マスコミも同様で無知と偏見から誤った情報を流布している。

## 登場人物
- サブタイトルを略記で記す（例：『秘密 ―トップ・シークレット―2001』の場合、『2001』）。
- 担当声優はドラマCD版 / テレビアニメ版の順（「-」は登場しなかったことを示す）。演は実写映画版 / テレビドラマ版の担当俳優。

### 科学警察研究所 法医第九研究室 捜査員
将来的にMRI捜査組織を日本全国に配置するという薪の先見により、新人だった青木も含め前述通りキャリアで占められる。その意図はなかなか明かされなかったが本編の終盤にて薪の口からメンバーに組織拡張構想が打ち明けられた。終章後に予告通り薪が率いた第2期（岡部、曽我ら貝沼事件で一時崩壊以降のメンバー）第九メンバーは解体され、各メンバーは各管区の室長に昇進している。
続編であるseason0では薪は科警研所長に、薪の後任に岡部が収まり、新たな部下を従えている。山本室長が担当する北海道地区が「第一管区」、宇野室長の仙台・東北地区が「第二管区」、関東および警視庁管内が「第三管区」、小池室長の中部地区が「第四管区」、今井室長の近畿地区が「第五管区」、曽我室長の中国地区が「第六管区」、斉藤室長の四国地区が「第七管区」、そして青木の配属された九州地区が「第八管区」となっている。
薪 剛（まき つよし）
声：谷山紀章 / 関智一 演：生田斗真 / 板垣李光人
本作の主人公で法医第九研究室室長。警視正。33歳（2060年時点）→39歳（2066年時点）。身長163cm。小柄な体格と童顔であり、女性と見紛う美貌の持ち主。実年齢より遥かに若く見られ、未成年と間違えられることも多い。アニメ版では極端なほどのタレ目。
「第九」創設期からの唯一のメンバー。第九が扱った凶悪事件の全てに関わり、中には国益に関わる機密も脳に「記憶」されており、多くの「秘密」を抱えるがゆえに暗殺や誘拐、脅迫といった身辺の危機につきまとわれている。慮外の出来事により脳を無傷のまま死を迎え、結果、他人に自身の脳を見られるといった不測の事態が起きないように（「薪を殺すには脳を狙う他ない」と思わせるためか）防弾チョッキを常時装着している。自身の「死」よりも「秘密」が暴かれることを極度に恐れる一方で、自分だけが「秘密」を守り通す勝手が許されるのかといった葛藤にも苛まれている。
頭脳明晰だがヒステリック。驚異的な記憶力、昆虫並みの動体視力、鋭い洞察眼を持つ。凶悪犯の脳を見ながらただ一人正気を保ち、仕事をこなし続けることで周囲から特別視されている。職務に対する責任感から部下の不手際を叱責することも多く、言動や態度はヒステリック。自分でも自覚している通り、青木をぶん殴るなど部下へのパワハラも酷い。第九を辞する者のうち半数は職務の過酷さから、残る半数は彼との意見の不一致を理由に辞めていくと言われる。警視総監など目上の人間だけでなく、同僚や部下に対しても気を許していない相手には敬語を使う。これを青木たちからは「軽語」（軽侮を意味する）と揶揄されている。部下への指示や先を読んでの根回しを行い、個々の捜査は部下に任せ一歩引いていることが多い安楽椅子探偵。
人情の機微や人間の弱さ、社会の底辺に生きる人々の苦しみなどに深い理解を示す反面、自分を忠実に慕う岡部をぞんざいに扱い、薪に対して恋情を抱く雪子を徹底的に突き放すなど、好意を持って自分に近づこうとする人間に対して極めて手厳しい。ただしそれは自身を脅かす危険が他者に及ばないようにするためであり、部下に危険や侮辱が及ぶ場合は冷静さを失うなど、随所で他者に対する細やかな配慮を見せる。人間の良心を信じる余り自身が心を傷めることも多い。青木に対しても厳しい態度を取る反面、特別な信頼を寄せている。青木と雪子の気持ちにいち早く気付き、二人の仲が進展するよう後押しするが、その真意は謎に包まれる。
第九の発足当時は周囲に愛嬌を振りまき親しみを見せており、年上の部下にはタメ口を許すまでして気を遣っていた。ただし心から信頼していたのは学生時代からの友人である鈴木ただ一人。「特捜」にて「カニバリズム事件」を単独捜査した後から命を狙われるようになる。「28人殺し」を犯す前の貝沼を偶然万引き犯として通り掛かった時にスーパー店主に引き渡されておきながら同情心から見逃した罪悪感と、貝沼のMRI捜査で同僚を次々と失ったことにより、徐々に精神的に追い詰められていく。信頼していた鈴木が第九に保管されていた貝沼の脳を見た後、脳とデータを破壊し、さらには自殺を望んだ折に姿をみせた薪に向けて発砲したため、薪は正当防衛により錯乱する鈴木を射殺した。鈴木を失った痛手は大きく後々まで影響する強烈なトラウマとなっている。現在は警察組織の中で理想と現実の差に苦悩しながらも、生前理想に燃えていた鈴木の遺志を継ぐため尽力している。
興奮すると手当たり次第に物を投げたり、自傷行為をする癖がある。原作では不安定で脆い性質を強調されるが、アニメ版では滅多に動揺したり激昂することなく捜査を指揮する。原作では自らのトラウマである貝沼事件においてMRI画像をみて卒倒するものの、その後は終始冷静であった。
season0の2巻以降は米国やパリ出張を経て科警研所長に昇進。だが相変わらずの現場主義者。第九新室長の岡部とともに『第三管区』を切り回す。相変わらず慕っているとはいえ、一管理職としての公私の分別と人間関係の線引きが出来るようになった青木に対し、必要以上に冷淡に突き放している。『タジク編』の最終話で負傷入院した青木を「一番手のかかる家族」とみなしている真意を吐露した。
青木 一行（あおき いっこう）
声：川島得愛 / 浪川大輔 演：岡田将生 / 中島裕翔
2060年に第九に配属。警部（本編）→警視（season0）。福岡県出身。東京大学法学部卒。24歳（2062年2月時点）。身長189cm、痩せ形の長身。近眼で眼鏡をかけている。
実直で誠実、正義を信じて突き進む一途な性格、お人好しの新米捜査員。感情の起伏が激しく、泣いたり落ち込んだり喜んだりと忙しく表情を変える描写が多い。素直で人の言うことを馬鹿正直に信じ、第九の先輩たちからよくからかわれている。エリートながら買い出しや飲み会の幹事などの雑事も担当し、第九メンバーの無茶振りや薪の機嫌に振り回される苦労人。また、怖い物知らずで「天然」。事情を知らずに薪や雪子の抱える地雷を踏むことも。薪に憧れと絶大な信頼を寄せており、その盲信ぶりは度を越していて「犬」と揶揄される。
事件と関係者への感情移入が行きすぎ、独断専行で自らの命や精神を危険に晒すことも多い。危険を顧みない大胆な行動で事件解決の糸口を見いだすことがあり、捜査活動では随所に閃きを見せる。航空機操縦免許を持ち、『2001』にてヘリコプターを操縦した。
『2002』では両親との意見の対立から、故人のプライバシーを侵害し「秘密」を暴くことに苦悩するなど、数々の捜査を経験する中で成長していく。私生活では孤独な薪に対して普通の健全な家庭で育っており、MRI捜査について強い偏見を持つ父や母、円満な家庭を築く姉夫婦など、家族との関係性が強調されている。姉夫婦の娘である舞が生まれてからは、初めての姪を溺愛している。
眼鏡を取った顔が鈴木克洋に酷似しているが、姉に言わせるとわざわざ無理をして地味で老けて見える髪型にしている。『2007』で知り合った雪子に惹かれるようになり、『2009』ではプロポーズして受け入れられた。しかし、次第に雪子への好意は元婚約者の鈴木の脳を見た影響ではないかという自分自身への疑念を抱くようになる。また、雪子を薪と間違えてしまうなど、かなり危なっかしい。順調に雪子との交際を続け婚約する。
アニメ版では第九で唯一読唇術を会得している設定で、無音のMRI映像にアテレコするのが主な役目。原作で随所に見られる天然発言やおっちょこちょいな面はほとんど描かれず、人間心理の裏読みもできる成熟した人間性を持つ。また、『1999』におけるリード大統領暗殺事件が日本の第九管轄で解決されるという展開により、実姉を愛するシスコンという設定が加わる（ただし、このエピソードを無理矢理日本に持ち込んだことで、原作において語られている政治に対する第九の脆弱性や、青木が姪っ子への父性愛から事件解決への意欲や異性、結婚といったことを意識するようになるという重要な設定と矛盾する）。
season0では郷里の九州に転勤し、『第八管区』室長を任される管理職に昇進したものの、相も変わらぬ薪信者で雪子との破局後は独身。相変わらず姪っ子の舞の成長だけが楽しみ。本編終盤での苛酷な体験を経て、成長し冷静さを備えており、第九の現役職員にも的確なアドバイスを贈る。会議での東京出張中に薪が捜査する事件に結果的に巻き込まれ、会食会場で腹部を刺され負傷。その身を犠牲にして薪と日本警察の名誉を守った。パリ滞在中の薪に宛てて出した手紙が読まれていない（実は読んでいる）のを確認したが、それで良いとして退院後は家族と共に九州に戻った（〈原罪〉編）。青木が担当した特捜による永江明へのMRI捜査がある人物を追い詰めてしまい、薪から永江の追跡調査を依頼され未発覚の事件を突き止める（〈可視光線〉編）。見たら死ぬ映画により被害者が日本全国に拡散。各管区室長であるかつての同僚たちが捜査に動員される中、不審死がヤコブ病だと指摘。さらに映画会社と交渉して未公開作品のフィルムを入手。薪の代理でタジクと交渉し「涙」→「水滴」→「エアミスト」の連想で犯行方法を特定。実行犯の須田確保とお手柄続き。だが、強制捜査同行時に逃走を図った児玉を射殺してしまう（〈増殖〉編）。
岡部 靖文（おかべ やすふみ）
声：銀河万丈 / 目黒光祐 演 : 平山祐介 / 高橋努
野獣を思わせる無骨で強面な大男。大学を卒業する娘がいるという噂が立つほどのフケ顔だが、まだ36歳（2062年2月時点）の独身。season0では40歳。
第九の古株で、薪の片腕的存在。青木の先輩で良きアドバイザー。寡黙なようでいて、わりと説明上手。また職場内の人間関係調整役としても優秀で、細かな気配りをして自負心の強いエリート集団をまとめており、第九メンバーから非常に信頼されている。
元捜査一課の敏腕刑事で出世頭。警視総監から薪の監視を命じられ、次期室長の地位を約束されて第九に異動となった。初め、現場の刑事の視点からMRI捜査に関して強い嫌悪を持っていたが、自分の行なった現場捜査と事件の当事者から見た事実が大きく食い違うことや、薪の実力と意外なほどの脆さなどを目の当たりにして、薪の片腕となることを決める。以後はうるさ型の参謀兼ボディーガードとして薪を補佐しており、薪への脅迫が過激化した際は薪の自宅への送迎も担当するなど、青木ほど踏み込まず職務として薪をフォローする。鈴木に酷似した青木が薪と良好な関係でいることや、三好が薪を「つよし君」と親しげに呼ぶことが少し気に入らない。薪の「ヒステリー」と青木の「天然」による一番の被害者で、気苦労が絶えない。
子供が苦手だが面倒見は良い。『2008』特別篇では子供が母親に「証拠」を見せるために脳を見せようとしていることを嘆き、MRI捜査が人間不信から生まれた「必要悪」であるという側面を語っている。
アニメ版では薪に代わって現場捜査を仕切るが、第1話から輸送中の脳を奪われるという大失態を演じている。また、アニメ版ではバツイチという設定で元妻と会う場面もある。
season0では薪の科警研所長（前任者は田城）昇進に伴い法医第九研究室室長を引き継ぎ関東地区『第三管区』を薪と共に切り回す。と同時に『お目付役』という役割も引き続き担う苦労人。部下からは「岡部さん」と慕われている様子。うっかり薪宛の青木の手紙を預かってしまい戸惑ったり、舞に「やっちゃん」と呼ばれて魔性の幼女に振り回される中年男ぶりも発揮。部下の波多野には好き放題言われている。見たら死ぬ映画の一般公開（おとり捜査）に際しては通達をちゃんと聞いていなかったせいで「水を浴びた。感染する」とパニックを起こす。また元捜一という割には拳銃の腕がサッパリで、薪から青木と同様に訓練を命じられた。本編よりもコメディ担当という面が際立っている。
今井 博（いまい ひろし）（原作版、アニメ版） / 今井 孝史（いまい たかし）（映画版） / 今井 理央（いまい りお）（テレビドラマ版）
声：白熊寛嗣 / 不明 演 : 大倉孝二 / 梅舟惟永
青木の先輩。長身のオールバック。白いスーツを愛用していることが多い。
徹底したリアリストで彼女持ち。現実主義的な考えの多い第九のメンバーでもとりわけシニカルな男。どんな場面や状況でも冷静沈着であることから仲間から一目置かれており、青木を気にかけている。
劇中終盤までは明確に描かれることがなかったが、イレギュラーな存在である滝沢を除き、実質的に薪、岡部に続く第九のナンバー3。
season0では第4巻より登場。青木の報告会に出席していた。近畿地区「第五管区」室長で人口密集地を任されているだけあって薪の信頼が高いことがうかがえる。フルネームも判明した。
小池 穂高（こいけ ほだか）
声：吉野貴宏 / 森訓久 演：― / 阿佐辰美
青木の先輩。糸目。
根っからのひねくれ者で、薪を全面的に信頼しておらず、辛辣な皮肉を言うことも多い。曽我たちと一緒になって青木をからかう。岡部の配属と同時に曽我と共に「第九」配属となっており、捜査員としては古株。独身、彼女なし。
season0では今井、曽我と共に第4巻から登場。中部地区「第四管区」室長。フルネームも判明した。
曽我 育秀（そが いくひで）（原作版、テレビドラマ版） / 曽我 孝（そが たかし）（アニメ版）
声： / 浜田賢二 演：― / 濱津隆之
青木の先輩、丸刈り頭。
陽気だが空気は読めず、「あいつは出世できない」と言われている。配属直後の青木にMRI映像を見せ脅かすなど、青木をからかって遊ぶ。小池と並び古株。女性には全くモテないらしく、作中では通算25回のお見合いに失敗している。天地には親切に指導している。
アニメ版では「曽我 孝」。第九の捜査員が絞られたことにより、原作より扱いが大きくなった。天地を口実に大の甘党であることに加え、第8話『改造』は彼を中心とするエピソードとなっている。
season0では今井、小池と共に第4巻から登場。中国地区の「第六管区」室長。
宇野 崇（うの たかし）（原作版） / 宇野 穂香（うの ほのか）（テレビドラマ版）
声： - / - 演： - / 森田想
青木の先輩。メガネ男。
コンピューターの扱いに長けており、第九の機密漏洩疑惑においてはアクセス解析などで活躍する。アニメでは未登場。捜査で現場復帰後の滝沢とコンビを組むことになる。
season0では東北地区「第二管区」室長として5巻から登場する。フルネームも判明。
鈴木 克洋（すずき かつひろ）
声：松田佑貴 / 浪川大輔 演 : 松坂桃李 / 中島裕翔（二役）
『2001』に登場。故人（死亡時の階級は「警視」）。「第九」発足時の捜査員で、薪の大学時代からの親友。刑事事件捜査において革新的なMRI捜査に夢と情熱を注ぐが、その犠牲者の一人となった。
貝沼清孝による「28人連続殺害事件」の捜査で抑鬱状態となり、自宅療養となるが、自分以上に危うい状態にあった薪の精神状態を危ぶみ、単独で貝沼の脳を解析する。その結果、貝沼の一連の犯行と自殺が薪への歪んだ愛情表現だったという事実に遭遇し発狂。貝沼の脳と残っていたデータを破壊し、最期に自分の脳を破壊しての自殺を試みる。制止しようとした薪に、正当防衛で自身を射殺させるよう発砲し、その死後に薪に強烈なトラウマを植え付ける。その後、遺された鈴木の脳を見た青木により、貝沼の引き起こした「28人連続殺害事件」および、「未成年連続自殺事件」の謎が解明する。また、薪が単独捜査した「カニバリズム事件」についても命令に背いてMRI映像を見ており「秘密」を共有していた。
一見爽やかなイケメンで能力も平均的だが、猜疑心が強く勘が良い。生前、三好雪子とは恋人同士で将来を誓い合った仲だったが、天涯孤独である友人の薪に対して後ろめたさを感じていた。薪は初対面のときから、容姿だけでなく性格やタイプも鈴木に近い青木を心配し、第九から遠ざけようとしていた。三好雪子も、青木が鈴木に似ていることを認めている。
天地 奈々子（あまち ななこ）
声： - / 野中藍 演 : 木南晴夏 / -
『2002』に登場。第九初の女性かつ、非エリート。霊感が強く、生霊やオーラが見えていた。第九で死体が見られるとはしゃぎ、MRI画像初体験で例に外れず嘔吐して体調を崩したが、その映像にエクスタシーを感じた変わり者。数々の「不思議ちゃん発言」により、第九の男たちからは敬遠され、新人の青木に世話を押しつけられる。曽我だけがやたらと親切にしており、アニメ版では2人はかなり親しい間柄。
第九配属後、拉致されて大脳を摘出され、その脳を第九に送り付けられる。大脳を取られて仮死状態で3日間生きていたが、後に死亡。死後、青木のジャケットを掴んで離さなかった。第九における4人目の「殉職者」であり、殺害当時は青木視点のためクローズアップされなかったが、薪にとって大きな痛手となっていたことが後に発覚する。
アニメ版では設定が大幅に変更され、霊感が強いことを示す描写はあるが、犯罪心理学の専門家で理知的な第九の女性捜査員であり、原作とは逆に青木の先輩にあたる。また、原作のように突飛な性格でもない。服装はとても地味。青木を思っていたと思われる描写がある。曽我と共にレギュラーキャラだったが、原作エピソードと同じ結末を迎える。
映画ではアニメ同様に青木の先輩となっている。また原作とは異なり殺されない。
山本 賢司（やまもと けんじ）
『2010』より登場。第九の新人で陰気なハゲ頭。年齢は36歳（2062年時点）で、薪より年齢は上。
青木らと階級は同じ警部だが配属の時期から青木の後輩にあたる。第九の将来の組織拡張を見据えた人事で薪の意向により補充された。元検事で司法試験と国家公務員I種をパスした超エリートという異色の存在であり、第九の抱える法的問題（プライバシー保護についての訴訟問題や捜査の合法性といった問題）を扱うエキスパートとしての役割を期待される。
慇懃無礼で目つきが悪く、年齢のこともあって扱いづらく配属当初は第九に馴染めずにいた。学生時代に壮絶なイジメに晒されており、人間不信と対人恐怖症を抱える。表面的には嫌味で傲慢に見えてしまうが、実際にはナイーブで気弱。配属時期が悪かったせいで第九の機密漏洩疑惑で捜査員たちから強い疑念を抱かれる。実際には非常に腰が低く、人情味もある。有事には他のメンバーの「薪至上主義」に疑問を呈しており、「憤懣やる方ない」と言い切っている。
season0では北海道「第一管区」室長。第4巻より登場し、薪から桜木の射殺事件について法律相談され、身障者であることを証明し「無罪」を勝ち取る方法について説明している。5巻にも登場。
滝沢 幹生（たきざわ みきお）（原作版） / 瀧本 幹生（たきもと みきお）（テレビドラマ版）
声： - / - 演： - / 眞島秀和
『2011』より登場（その存在自体は『2001』から）。年齢は37歳。警視。第九の古参だが創設時のメンバーではなく、「カニバリズム」事件の後に配属された。「貝沼事件」捜査当時の捜査員で現在も生存しているのは薪と滝沢の二人だけであり、当時の習慣で上司の薪に対してもタメ口を許されている。「貝沼事件」の捜査により精神を病み、茨城県内の治療施設に収容されていた。薪は面会のために何度も見舞っているが、直接会うことは許されなかった。
2062年6月19日付で現場復帰を果たすが、その経緯があまりにも不自然であったために薪からは強い疑惑をかけられる。薪に対しては高圧的で、冷徹かつ思わせぶりな言動を見せるが、一方で極めて理に適った態度をとる。青木を小馬鹿にしており挑発する言動を繰り返す。

#### アニメ版オリジナルキャラ
小野木田 聖（おのきだ さとし）
声：真殿光昭
アニメ版オリジナルキャラクター。「第九」での立場はMRIシステムのオペレーターおよび責任者。アニメ終盤では薪からMRI捜査の情報漏れを聞かされた後、単身で筑波へ向かう。が、途中、何者かによって銃撃を受け、脳を庇った状態で命を落とす。その後、小野木田の脳によってMRIシステムの秘密が明らかになる。
仙道 みちる（せんどう みちる）
声：仙台エリ
アニメ版オリジナルキャラクター。小野木田と同じく「第九」の数少ないMRIシステムのオペレーター。
長嶺 昌親（ながみね まさちか）
声：大塚芳忠
アニメ版オリジナルキャラクター。研究室副室長兼警察官房審議官で、捜査や倫理観の見解の相違などで薪と対立する。

#### 第3期第9メンバー
season0で岡部室長、薪所長体制となった第三管区の第九メンバーと初登場キャラクター。
波多野（はたの）
岡部の部下で第3期第九メンバー。ショートカットに眼鏡が特徴。おっちょこちょいな女の子で、「天然」発言も多いが直感力も鋭い。所長、室長の二重体制となった第九で懸命に働くが雑務に回されることも。やや腐女子の傾向があり、薪、青木、岡部が三角関係だと決めつけている。薪をマレフィセント呼ばわりするなど地雷も踏みまくる。岡部同様にコメディ担当の傾向が強い。
山城（やましろ）
岡部の部下で第3期第九メンバー。MRI捜査で毎日苛酷な画像と向き合っているのにホラー映画好きという変わり者。また、悔しい思いを抱えているときほど仕事が進む。花粉症持ち。仕事で行けなくなった映画祭のチケットを親友の佐野圭介に譲ったことで圭介と彼女の悦子が事件の犠牲者となったことで実行犯を憎む。だが、青木に諭されて須田拘束後に拳銃を突きつけるも「復讐」を思いとどまった。その後、間宮巡査になりすました児玉に銃撃され重体となるも意識を回復して青木に重要なキーワードを告げた。
斉藤（さいとう）
四国地区「第七管区」室長。

### 警察関係者
田城（たしろ）
声： - / - 演： - / 池田鉄洋
『2001』より登場。科学捜査研究所所長。物腰は穏和な中年男性で小太りでハゲ頭とメガネが特徴。
第九に誰かが配属されるたびに紹介のために研究室を訪れる。薪の希望に添う人事を取りはからう心強い味方でそれなりの信頼を得ている。
警視総監
声： - / - 演： - / 大河内浩
目つきの悪い中年男。薪の上司で捜査にあたって警察上層部の意向を薪に伝えるのが主な役割。その言動は極めて政治的で、薪の有能さを高く評価しつつも、その行動を制約し、跳ねっ返りの薪の首に鈴をつけている。
season0にも第4巻から登場。薪と個人的に接触しアドバイスを贈る。
三好 雪子（みよし ゆきこ）
声： - / 篠原恵美 演：栗山千明 / 門脇麦
法医第一研究所（通称『第一』）の監察医。35歳（2062年時点）。『2007』の登場以降レギュラーとなる。
生前の鈴木の婚約者であり、薪とは古くからの友人。身長で薪を上回り、彼を「つよし君」と気安く呼べる人物。心身共にタフな女性であり、自分に反論する青木を叱正するなど、自分の仕事にプライドを持っている。また、寝不足だからといって解剖前の遺体の横で仮眠を取る、第九の面々が思っても口に出来ないことを薪にぶつけるなど、肝の据わった怖い物知らずな性格だが、人並みに婚期を気にする一面もある。実家に両親健在で弟がいる。何らかの格闘技の黒帯。
『2007』で未知のウイルスに侵され、死病の影に脅かされるが、ウイルスの感染拡大を防ぐために、自らの希望で限界まで感染者の遺体の司法解剖を担当する。男運の悪さを自負しており、鈴木の死後、本心では恋情を抱いている薪との関係も微妙なものとなっている。『2008』では親友・浜田葵の背景を見抜けず、興味本位で事件に関わったことで、浜田兄妹を絶望の淵に突き落としてしまった。この件で薪からは「技術面においては極めて優秀な監察医だが、著しく想像力に欠ける」と厳しく突き放された。
『2007』の事件終盤から青木と淡く惹かれ合いながらも、亡き婚約者である鈴木と、薪への恋情を断ち切れずにいる。青木に対して明確な恋愛感情があるかは不明のまま、『2008』で青木からのプロポーズを受け入れた。『2010』冒頭にて青木と婚約する。だが、自分の“家族”が犯人から狙われているという理由で婚約解消され、最終話で別の男性と結婚した。
season0では第4巻から登場。髪型がボブカットに変わった。相変わらず監察医をしている。
スガちゃん（原作版） / 菅井 律子（すがい りつこ）〈スガちゃん〉（テレビドラマ版）
声： - / - 演： - / 鳴海唯
『第一』で三好雪子の助手を務める女性職員。雪子に対して「嫁き遅れ」「恋人ができない」など、本人が気にしていることをストレートに言うことも。
season0では第4巻から登場。監察医。
桜木 正(さくらぎ ただし)
警視庁警務部長。年齢は40歳。『season0』4巻より登場。福岡県久留米市出身。一浪して東大に入学したキャリア組。薪、鈴木とは警察学校の同期。強面で「鬼瓦」と呼ばれている。10歳のとき隣家で発生した一家殺害事件を目撃し、その際に凶器の剪定バサミでなぐられた傷が額に残る。犯人特定に結びつく証言をした。同期でもとりわけ優秀な薪をライバル視して警視総監、警察庁長官への出世争いをしている（薪は興味なし）。東京都知事の娘である黒谷由花里と婚約するがストーカー被害に遭い、犯人の脅迫でおびき出された現場で犯人と由花里を射殺してしまい、駆けつけた薪に身柄拘束された。愛する者をその手にかけてしまったことと、出生に重大な秘密を抱える意味で薪とは全く同じ「秘密」を抱える。普段は裸眼では顔の認識も出来ないが、暗闇において赤外線が見えるという遺伝的に稀な体質を持つ。

### 犯人
貝沼 清孝
声：檀臣幸 / チョー 演：吉川晃司 / 國村隼
『2001』に登場。「28人連続殺人事件」および「未成年連続自殺事件」の犯人。快楽殺人犯。
薪との因縁は、スーパーで万引き犯として捕まり、偶然居合わせた薪がその件を引き受けたことから始まる。みすぼらしい姿に同情した薪は貝沼を見逃し、その際に自分の職場・所属や仕事の内容を話した。以来、貝沼は薪に対して歪んだ愛憎を抱き、一連の犯行を開始する。第九でMRI捜査を行なう薪に見せつけるため、薪によく似た少年ばかりを狙って、生きたまま皮を剥ぐ、バラバラに解体するといった28人に対して28通りの殺害を実行した。後に捕まるも、拘置所内で自殺する。
貝沼の死後、MRI捜査で貝沼の脳を見た5人の捜査員のうち、その思考の異常さに錯乱した鈴木を含む3人が死亡、残る1人（滝沢）も精神障害を負った。これにより、第九のメンバーは薪一人となり、唯一残された彼も心に大きな傷を負った。
また、捕まる前、連続殺人の合間に少年院を慰問し、セラピーと称して特定の映像（原作では皇室の結婚パレード、アニメ版ではプロ野球の優勝パレード）を見ると発動する催眠暗示をかけ、集団自殺するよう仕向けた。自らの自殺に際しても薪へのメッセージを遺しており、鈴木の脳からすべてを見た青木により、事件は解明し、一応の収束をみせる。しかし、薪にとって事件解決後も悪夢のような存在であることに変わりはない。
テレビドラマ版では、第九のMRI捜査技術を開発した脳科学者として登場している。
モデルは全米を震撼させたシリアルキラーのジョン・ゲイシー。
女性医師
『2002』に登場。医療法人「白泉病院」の医師。「渋谷連続少女殺人事件」の犯人。少女たちの骨や目、装飾品をコレクションしていた。
露口 絹子（つゆぐち きぬこ）
声： - / 桑島法子 演：織田梨沙 / 夏子（幼少期：上村結羽）
『2003』に登場。21歳。露口浩一の長女。18歳当時の「露口一家惨殺事件」の主犯かつ、その後の「絹子と行方不明事件」の犯人。「露口一家惨殺事件」の際に失踪して行方不明となっており、当時犯人と目されていた露口浩一に殺害されたと思われていた。事件後、記憶喪失となり、甲府の施設で山口愛という名で保護されていたが、父の死後、交番で保護された際に記憶を取り戻したと告白し、露口絹子として数年ぶりに公に姿を現す。
浩一の死刑執行後に、彼の脳を調べるMRI捜査で真犯人と発覚するが、物証がないことや、既に浩一が犯人として刑執行されていることなどから、この時点では逮捕には至っていない。
父親から受けた性的暴行が元で、男性に憎悪を抱いている。父親に見せつけるため、複数の男性と肉体関係を持ち、その後殺害している（関係したのが4人以上で、殺害は3人以上）。このことが家族に露見したため、父を除く家族全員をモルヒネ入りの食前酒でマヒさせた上、刺殺した。事件を隠蔽する気はなく、自分を愛する父親が庇うと確信していたようで、犯行後は無言で家を出て、上記のように記憶喪失を装って姿を消していた。
行方不明者の遺体を隠した廃屋に旧知の平井学を連れていく。平井少年が事件に勘付いたことを知り、全盲を利用し交通事故に見せかけて殺害。平井少年の飼犬「ZIP（ジップ）」の脳により、事件の全容解明に至る。一連の犯行による殺害総数は、判明しているだけで7人。過去の事件を一般法で裁かれる可能性があるとされたが、作中では描かれていない。
露口 浩一（つゆぐち こういち）
演 : 椎名桔平 / 光石研
『2003』に登場。46歳。露口絹子の父。2058年に起きた「露口一家惨殺事件」（失踪していた露口絹子も殺害したとされた）の犯人とされていたが、実際には事後従犯（事件が起きてから犯行に荷担した）であった。真犯人・絹子の犯行を隠蔽するため、被害者全員の脳を鉄パイプで潰し、MRI捜査を妨害して、自ら犯人となった。その残虐な犯行方法から、死刑判決を受ける。2061年1月9日、事件発生から3年という異例の早さで刑に処せられる。行方不明の絹子の遺体の場所を明らかにするために、脳をMRI捜査（特捜）され、単独で捜査にあたっていた青木が真相を知る。実の娘である絹子に父親として以上の愛情を注いでおり、性的暴行を働く。娘が他の男たちと肉体関係を持つのを目撃していた。一家惨殺事件の際に絹子を殺さなかったことを死刑執行直前まで後悔し続けた。
篠崎 佳人（しのざき よしと）（関口 佳人（せきぐち よしと））
『2005』に登場。16歳。遊園地「白泉公園」でマスコットのチャッピーの着ぐるみを着てアルバイトをしていた。女性のような声と姿を利用し、妹の香里に成り済ますこともある。5年前、11歳の時に大倉に拉致される。監禁場所を偶然訪れた片倉らに助けを求めたが、果たされなかった。香里の目の前で（佳人は「見るな」と言った）大倉から暴行を受け、男性器を切断される。その後、香里は殺害される。一度は大倉の元を逃れるが、香里が殺され、自分も去勢された事実を両親に知られることを恐れ、自宅に戻ることを断念した。それからは姓を変えて、大倉と共に暮らす。大倉に恋情を抱かれており、それを利用して片岡らへの復讐を計画する。佳人が危惧していた通り、香里は暴行を目撃しており、MRI捜査で一部始終が発覚したが、佳人の自尊心を守ろうとした青木は「香里は見ていない」と嘘を吐き、薪は青木の言葉に矛盾しないよう提出資料を一部改竄している。
大倉 正（おおくら ただし）
『2005』に登場。53歳。廃棄物処理施設の元職員。火傷により、左顔面がケロイド化し、後遺症で左半身の一部が麻痺する身障者となり、小学生からもいじめを受けた。歪んだ精神から、2度幼児への暴行事件を起こし、服役している。5年前に廃業した廃棄物処理施設に、チャッピーの着ぐるみを着て篠崎兄妹を含む5人の幼児を拉致監禁した。その後、殺害して、自分の体で不完全な箇所と同じ部分を切り取り、冷凍庫で保存した。佳人への恋情から、保護者となる。その策略に利用されて竹内らを殺害し、チャッピーの着ぐるみを着た状態で片岡に発見され、殴り殺される。
ヒゲ男（本名不詳）
『2007』に登場。推定年齢30 - 45歳。「薬剤師刺殺事件」の犯人。MRIの映像から割り出された容疑者の一人として、ヒゲ男と呼称される。座席に置いた荷物を巡って里中恭子と口論になり、刺殺。現場から逃走している。揉み合った際に、張真が所持していたウイルスの袋を破いてしまい、ウイルスに感染する。カプセルホテル内で変死しているところを発見された。
張真（ジャン・ジェン）
声： - / 山口勝平
『2007』に登場。27歳。「薬剤師刺殺事件」を引き金とする連続殺人事件の犯人で、ウイルスを精製し、散布しようとしていた。大手薬品会社の研究生。中国出身。実家は富裕で5つもの商品特許を持つ優秀なエリートだが、日本に馴染めなかった。腎臓に持病があり、通院していた病院の薬剤師で同郷の里中恭子に対して密かに思いを寄せていた。透析治療の描写はない。無差別ウイルステロを計画し、犯行に向かう電車の中で里中恭子と乗り合わせる。犯行を思い止まろうとしたが、恭子は座席を巡って男と口論になり、刺殺される。その際にウイルスは車内で散布され、乗客たちは感染していた。爪に現れる感染の痕跡を頼りに、同じ電車に乗り合わせていながら、見て見ぬふりをした他の乗客たちを次々に殺していく。それには二次感染による被害の拡大を防ぐという目的もあった。
浜田 葵（はまだ あおい）
『2008』に登場。35歳。三好雪子の大学時代からの親友。結婚の報告で雪子を訪ねて警視庁に来ていたところ、たまたま通りかかった初対面の薪にDV（ドメスティックバイオレンス）の被害者であることを見抜かれる。本名は堀江葵で、尚は兄。25年前、10歳のときに虐待に耐えかねて、父親の太一を刺殺。死体を兄の尚が遺棄したことで、失踪扱いとなっていた。しかし「信昭ちゃん誘拐事件」の捜査で屍蝋化した太一の遺体が発見され、事件が発覚する。婚約者の早瀬昭二は父と同じアルコール依存症で、早瀬からDV被害を受けていた。早瀬を殺害しようとするが、葵を守ろうとする尚により、未遂に終わる。だが尚は、葵に代わって早瀬を殺害しようとして、逆に刺殺される。
梨田
『2008』（第5巻）に登場。80歳。「信昭ちゃん誘拐事件」の犯人。癌で死を目前にして、60年前の犯行を自供する。光浦あかねの甥っ子（被害者の光浦信昭は従兄弟）であり、事件当時はあかねの夫の会社で働いていた。事件後は捜索活動にも参加しており、その後は無事定年退職している。遺産相続の話にかこつけて病室を訪れた光浦あかねにより、殺害される。
光浦 あかね（みつうら あかね）
『2008』（第5巻）に登場。95歳。60年前に息子の信昭を誘拐され、事件は警察の捜査にもかかわらず、迷宮入りしていた。死を間際にした梨田の供述で、事件の全容が判明し、その後、供述通り屍蝋化した信昭の遺体が発見される。信昭の脳に残された映像を見るため、第九を訪れる。信昭が最期に見た画が事件当時の自分の姿だったことに激しく動揺。梨田は姉の子で、夫の会社の支店に就職を世話した。定年退職の際には、夫に招かれた梨田に手料理を振る舞っている。彼女のただならぬ様子に、薪はショックや自殺を警戒する。第九を訪れる前に唯一の肉親であることを証明し、遺産相続の話と偽って梨田の病室に入り、殺害した。同意書にサインし、何一つ約束を違えることはなかったが、第九を始めとする警察関係者は、この老婆に完全に出し抜かれている。
小島 郁子（こじま いくこ）
演： - / 池脇千鶴
『2008』（第6巻）に登場。40歳。「コンビニ店員惨殺事件」の犯人。勤務先のコンビニエンスストアで同僚を含む4人を殺害し、事件後に自宅で自殺した。要介護者の父親を抱えており、仕事と介護を両立させていたが、虚言癖や少女趣味があり、周囲の評判は芳しくなかった。父親のことが原因で婚約解消された過去を持つ。若い恋人との痴情のもつれから、犯行を犯したものと思われていた。
吉田 さなえ（よしだ さなえ）
『2009』に登場。63歳。「千堂咲誘拐事件」の犯人。犯行への関与を示唆し、駆け付けた捜査員たちの前で、自らの頸動脈を切断して自殺する。
淡路 真人（あわじ まさと）
『2009』に登場。66歳。「千堂咲誘拐事件」の犯人。一人娘の瑞木が日本政府の依頼で国際医療援助隊に出向し、「デルナ集団拉致事件」の犠牲者となる。生存を信じて、家族会での活動を続けていた。スキルス癌で余命1年と宣告され、家族会を脱会。千堂潮への復讐のため、千堂咲誘拐事件を計画立案した。共犯者の吉田さなえは元妻。事件当時、神奈川県逗子市のホスピスで治療を受けていた。千堂潮に心理戦を仕掛け、結果的に勝利した。
千堂 潮（せんどう うしお）
『2009』に登場。外務大臣。不妊治療の末に生まれた娘の咲を溺愛する。
元外務省の官僚。「ボストン総領事」や「中東アフリカ局長」を経験している。中東アフリカ局長時代に起きた医療援助隊拉致事件「デルナ集団拉致事件」では、当初からデルナ政府の介入が疑われていたが、外交上の問題から死亡が疑問視されていた12人の安否を確認することなく、死亡と断定し捜査活動を打ち切らせた。翌年からはデルナ政府への義援金も再開し、事件を闇に葬る形となった。
日本の「国益」を最優先させるあまり、邦人の命を軽んじる。「千堂咲誘拐事件」では国交のない「エルスエコ」行きの「アルタイル」号に囚われた咲を救出するため、公海上にあるため捜査権がないことを知りながら、独断で海上保安庁を動かし、強制捜査に踏み切らせようとするなど、随所で公私混同が目立つ。当初から被害者の安否を最優先とする薪とは対立し、捜査状況を確認するため乱入した「第九」で薪を殴打した。事件後、マスコミから「理想の父親」と持て囃されるが、淡路の仕掛けた二重三重の罠に嵌っていた。
生島 京子（いくしま きょうこ）
『2010』に登場。神奈川県田木津市付属小学校の女性教諭。5年B組の副担任。不倫相手の同僚・出崎敦史を刺して体育倉庫に放置した（その後、出崎は震災により死亡）。事件の目撃者となりその後転落死した有田晋に対しては常日頃から嫌悪感を抱いていた。事件の隠蔽を図るために教え子を利用する。

#### season0の犯人
タジク・シャマール
〈原罪〉編の犯人。代官山で超高級レストラン「エトール・セントラル」を経営する若いが凄腕のシェフ。カザフスタン出身。意図的にプリオン病（家畜の罹患するものがBSEこと狂牛病。人間が罹患するのがクロイツフェルト・ヤコブ病）を感染させて完全殺人を重ねていた。薪をも振り回す天才的な頭脳を持ち、理路整然と自身にかけられた容疑をはぐらかす。薪の疑いを自身に向けさせることでロシアのポトノフ外相暗殺計画を幇助した。ブラフによる心理戦で薪を翻弄する。薪はタジクが証拠隠滅を図っていた方法と“ある場所”を特定し、証拠を押さえたことでタジクを逮捕。殺人罪は立証出来なかったが、死体遺棄罪と死体損壊罪が適用された。
逮捕後に自身もヤコブ病に感染し、幻覚が見えている疑いが濃厚となったが、明晰な頭脳は健在。〈増殖〉編では薪から異例の捜査協力を申し込まれ、放映館のリストを見ただけで犯行のカラクリを解き、薪に保釈申請を要求する。だが、タジクの要求を聞いただけで青木が感染方法を特定した。
優秀な頭脳を持つ薪に対してはある種の親近感を感じているが、青木に対しては「凡庸」という評価で、なぜ薪が青木を気に掛けるか理解しかねている。だが、そんな青木に二度も敗北することになった。
日向 沙羅（ひゅうが さら）
〈原罪〉編における「ポトノフ外相暗殺未遂事件」の実行犯。39歳。帰化し日本名を名乗っているがカザフスタン出身。衆議院議員川谷雅人の秘書。雅人の息子寿明の情婦をさせられていた。リリアという娘がいたが死亡。自身も進行性の癌（白血病）に冒されている。その原因となった旧ソ連の核実験と、ロシアの放射性廃棄物最終処分場建設でポトノフを恨んでいた。逮捕後、入院先の病院で死去。
川谷 寿明（かわたに としあき）
〈原罪〉編におけるガリーナ・ツォイ、ユリヤ・ツォイを含む4名に対する殺人教唆犯。24歳。父、雅人がプレミアム会員かつ衆議院議員で捜査が及ばないのを良いことに、好き勝手な振る舞いを重ねていたドラ息子。沙羅を情婦にすることでタジクに死んだ情婦たちを完全犯罪で始末させていた。やがて自身もヤコブ病に罹患させられていたことが発覚し、入院となる。
永江 明（ながえ あきら）
〈可視光線〉編の発端となる死刑囚。特捜を担当した青木が永江死刑囚の持っていた遺伝的特性を報告会でプレゼンした。佐賀県内での強盗殺人を皮切りに逃走潜伏先での窃盗や13件の婦女暴行を犯した凶悪犯。逮捕後に裁判で死刑が確定し執行された。赤外線を透過する体質で余人よりも遙かに夜目が利く。そればかりか死刑執行時に規則に則って「目隠し」されながらも「克明に見えていた」という事実が会議参加者に衝撃を与えた。薪の命令で青木がMRIによる追跡調査を行った結果、14件目の婦女暴行が発覚した。
関口 翔太（せきぐち しょうた）
〈可視光線〉編における黒谷由花里誘拐犯。父親が「冤罪」で殺人犯となり、それを苦にした母親は2人の子と共に無理心中を図り、母と翔太の妹は死亡。翔太だけが生き残ったのち、父の冤罪につながる証言をした桜木正への復讐のため黒谷由花里を拉致し、切り取った耳（由花里のものと見せかけたが、実際には自身で切り取った己の耳）を送りつける。その後、桜木により由花里と共に射殺された。当初は身元不明の遺体として扱われたが、MRI捜査と検死で関口翔太と判明した。桜木は翔太の変装した姿（由花里にストーカー行為を働いていた女）と由花里を誤認して射殺したが、その行動自体が桜木の特異体質をさらけ出させるための、翔太の計画通りのものであった。なお、翔太が冤罪と信じた父の犯罪は冤罪ではなく、翔太の死後、父親は物証の在り処とともには犯行を自供している。
児玉 良臣（こだま よしおみ）
〈増殖〉編の犯人。表向きの享年は26。2040年代に世間を騒がせたカルト教団「ストーンヘンジ」の教祖で代表。様々な容疑により警察が強制捜査に及ぶと44人の信者と共に集団自殺を図り、爆破による遺体損壊を図る。このため警察の確認作業は難航。現場から児玉のDNAが検出されたことで児玉自身も死んだものとされた。この事件では被害者に児童も含まれていたことで集団自殺ではなく児玉らによる大量殺人だと判断された。
「病原性プリオン無差別散布テロ」で薪ら警察が犯行方法を解明し、実行犯である須田が拘束されると間宮巡査を殺害して成りすまし、須田の脳を破壊するため、頭部を身を挺して保護しようとした山城を銃撃。さらに潜伏先の軽井沢の施設に捜査が及ぶと、保護していた児童たちに毒物を飲ませて集団自殺の再現を図り逃走。青木と岡部の発砲（どちらの弾だったかは不明扱い）で死亡した。
須田 洋子（すだ ようこ）
〈増殖〉編における「病原性プリオン無差別散布テロ」の実行犯。4D形式の映画館で散布されるエアミスト（臨場感を高める効果で撒かれる）に病原性プリオンを混ぜてヤコブ病（詳しくは前段にあるタジクの項参照）に感染させ、判明しているだけで33人を感染死させた。ゴールデンウィークに行われた「日本スクリーム映画祭」で児玉が映り込んだ「見えないともだち」を試写をした観客を感染死させた後、夏の一般劇場公開で同様の行為を行おうとしたが、犯行方法を突き止めて警戒していた青木に身柄確保された。その後、隙をみて自決を図ろうと試み、山城に妨害されたが息を引き取る。さらに間宮巡査になりすました児玉の銃撃で頭部を破壊された。
教団内で児玉が形成していたハーレムの一人。児玉の息子で長男である光が児玉の後継者に指名されないことに悩み。撮影許可を出して児玉をわざと映画に映り込ませ、警察への告発目的で一連の犯行を行った。
原田 亜紀（はらだ あき）
〈増殖〉編における児玉良臣の犯人隠避（刑事犯だと知っていて匿う）犯。須田と同様に児玉の作ったハーレムの一員。須田と同様に児玉と自分の子供を児童養護施設「つばき園」で養育していた。警察の強制捜査を予見した児玉が再現した集団自殺で毒を飲まされた。生死は不明。

### 被害者
山口 和英
声：浦田優 / 佐藤雄大
『2001』に登場。15歳。自らのいじめが原因で自殺した少年の幻影に追われ、飛び降り自殺。
浅野 浩一
声：岡本寛志 / 逢坂力
『2001』に登場。17歳。幻影を苦にして自殺。
北村 昌人（きたむら まさと）
声： - / 逢坂力
『2001』に登場。17歳。山口や浅野と同じく、「未成年連続自殺事件」の標的にされるが、催眠の発動条件に達しなかった、唯一の生存者。
平井 学（ひらい まなぶ）
声：- / 高城元気 演：望月歩 / 黒川想矢
『2003』に登場。全盲。中学1年生。「露口一家惨殺事件」以前に、飼い犬の散歩途中で露口絹子と知り合う。事件自体は当時小学4年生だったこともあり、知らされていない。事件の証拠となる事柄に感付いたことがきっかけで、絹子に殺害された。男性ながら、絹子が事件以外のところで親しくしていた人物。
『2008』特別篇では、事件の捜査に携わった岡部と青木がそれぞれ遺体発見現場を見舞っている。
ZIP（ジップ）
平井学の飼犬。学と同時に死亡。学の死を解明するために、MRI捜査された。犬特有の真っ赤な世界に、絹子の罪と平井から一身に受けた愛情あふれる映像を映し出した。絹子の秘密の場所を「目撃」していた。
篠崎 香里（しのざき かおり）
『2005』に登場。篠崎佳人の妹。5年前に大倉に殺害された。
土屋 雅紀（つちや まさき）
『2005』に登場。20歳。左手左足を粉砕され、死亡後、全身の皮を剥がれ、首を切り落とされた。脳には損傷がなかったため、第九に回された。5年前、高校受験後にドラッグを摂取し、廃墟で器物損壊を行ったため、死体発見後も身元がばれ、ドラッグの使用の事実が進学に影響するのを恐れ、通報しなかった。また、そのときチャッピーに襲われ、助けを求める子供の声を無視して逃げ出した。片岡・石崎・西澤・竹内・境の5人も同様。
片岡 修（かたおか おさむ）
『2005』に登場。土屋とは同じ進学塾の仲間。愛の兄。
石崎 立矢（いしざき たつや）
『2005』に登場。土屋とは同じ進学塾の仲間。
西澤（にしざわ）
『2005』に登場。土屋とは同じ進学塾の仲間。殺害され、皮膚を剥がされ、冷蔵庫に入れられた。
竹内（たけうち）
『2005』に登場。土屋とは同じ進学塾の仲間。大倉に首を切断され死亡。
境（さかい）
『2005』に登場。土屋とは同じ進学塾の仲間。
片岡 愛（かたおか あい）
『2005』に登場。片岡修の妹。チャッピーにつられて佳人に連れて来られた。
里中 恭子（さとなか きょうこ）
『2007』に登場。21歳。薬剤師。新宿線車内で起きた「薬剤師刺殺事件」の被害者。中国出身で、元の名は「朱美恵」。事件の2年前に日本に帰化した。毎朝同じ電車に乗り合わせる足の悪い老婆のために、座席に荷物を置いていた男に注意をしたことで口論となり、刺殺される。通院患者の張真とは面識があった。
森山 渚（もりやま なぎさ）
『2007』に登場。17歳。女子高生。他殺体となって発見される。「薬剤師刺殺事件」のあった電車の乗客でウイルスに感染していた。
押本 正（おしもと ただし）
『2007』に登場。55歳。広島から単身赴任していたが、他殺体となって発見される。「薬剤師刺殺事件」のあった電車の乗客で、ウイルスに感染していた。
林田 雅子（はやしだ まさこ）
『2007』に登場。パートの主婦で、職場は「西新宿」。「薬剤師刺殺事件」のあった電車の乗客で、ウイルスに感染していた。
岸谷 理香子（きしたに りかこ）
『2007』に登場。16歳。女子高生で、森山渚の友人。他殺体となって発見される。「薬剤師刺殺事件」のあった電車の乗客で、ウイルスに感染していた。
竹村 高志（たけむら たかし）
『2007』に登場。44歳。杉並区上井草の会社員。「薬剤師刺殺事件」のあった電車の乗客で、ウイルスに感染し発症。病死する。
石丸大臣
演： - / 相島一之
『2007』特別篇に登場。「外交官一家惨殺事件」の任意取調を前に自殺。しかし、何者かに遺書を書くよう強要された上で、殺害されていた。薪はMRI捜査で真実を知るが、警察上層部からの圧力で事実は隠蔽され、脳はMRI捜査が困難なほど損傷していたことにされる。第九が政治的圧力に弱いことを示す事件。
薪にとっては日本政府の抱える秘密の代名詞。後に別の事件に繋がる手がかりの一つとなる。
テレビドラマ版では「石丸 創」と名前が設定された。
堀江 太一（ほりえ たいち）
『2008』（第5巻）に登場。40歳。殺害から25年を経て、屍蝋化死体となって発見される。死因は刺殺。日雇いの建設作業員で、妻の千佳子、息子の尚、娘の葵の4人家族。アルコール依存症で、家族への暴力も激しく、酒に酔って妻の千佳子に熱した調理油を浴びせ、死なせるが、「事故」として扱われた。妻の死後は虐待の対象が尚になり、母同様に死にかねない暴力に怯えた尚が家出すると、今度は娘の葵を虐待。虐待から逃れようとした葵により刺殺され、発見者の尚により、死体は遺棄される。当時10歳の葵による犯行だったため、傷跡が下半身に集中していた。遺体を解剖した監察医の三好雪子は、性倒錯者の犯行を疑うが、薪は一目で真実を見抜いていた。
浜田 尚（はまだ たかし）
『2008』（第5巻）に登場。41歳。早瀬昭二の正当防衛で刺殺される。堀江太一の長男で、本名は堀江尚。葵の実兄。16歳の時、父の暴力に耐えかねて家出するが、置き去りにした妹の葵が太一を殺害したことで、死体の遺棄に関わる。以来、妹への負い目と後悔を抱えて生きることに。葵の婚約者、早瀬昭二は、父と同じくアルコール依存症で、DVだった。早瀬から妹を守るために殺害を決意するが、逆に殺される。
光浦 信昭（みつうら のぶあき）
『2008』（第5巻）に登場。10歳。60年前に起きた誘拐事件の被害者。従兄弟で父の会社の従業員だった梨田に誘拐された後、絞殺される。病気で余命幾許もない梨田が罪の意識から犯行を自供したことで、殺害され死体が遺棄されたことが発覚するが、供述の場所から発見された死蝋化死体が成人男性（堀江太一）のものであったために、紛糾する。その後、発見され、脳がMRI捜査にかけられる。殺される寸前に、母の面影を見ていたという。
山崎 正（やまざき ただし）
演： - / 増子敦貴
『2008』（第6巻）に登場。20歳。「コンビニ店員惨殺事件」の被害者。大学では医療福祉を学んでおり、犯人となった小島郁子に対しては同情的で、彼女の父親の介護も手伝っていた。事件のキーマン。
テレビドラマ版では「山崎 蓮」に名前が変更されている。
佐藤 佳代子（さとう かよこ）
演： - / 下田彩夏
『2008』（第6巻）に登場。18歳。「コンビニ店員惨殺事件」の被害者。山崎正の大学の後輩で恋人。
陣内 忍（じんない しのぶ）
『2008』（第6巻）に登場。27歳。「コンビニ店員惨殺事件」の被害者。
淡路 瑞木（あわじ みずき）
『2009』に登場。「デルナ集団拉致事件」の被害者。淡路真人と吉田さなえの娘。政府の依頼で国際医療援助隊に出向し、「デルナ集団拉致事件」の犠牲者となる。
千堂 咲（せんどうさき）
『2009』に登場。14歳。「千堂咲誘拐事件」の被害者。外務大臣千堂潮の一人娘。父親を尊敬している、真面目なごく普通の中学生。
平野 望美（ひらの のぞみ）
『2009』に登場。22歳。「千堂咲誘拐事件」の被害者。囮として誘拐され「アルタイル」号に監禁される。千堂大臣に無関係と思われていた。
有田 晋（ありた しん）
『2010』に登場。小学5年生。神奈川県を中心とした震度5強の地震後に屋上から転落して死亡した。クラスではイジメを受けており孤立していた。遺体の扱われ方に薪は憤慨する。MRI捜査によって彼の抱えていた脳の機能障害が発覚する。
馬場 栄一（ばば えいいち）
『2010』に登場。小学5年生。神奈川県を中心とした震度5強の地震後に自動車にはねられて死亡した。以前、旅行先の北海道で被災していた。
出崎 敦史（でざき あつし）
『2010』に登場。36歳。神奈川県を中心とした震度5強の地震後に体育倉庫で棚の下敷きとなって死亡していた男性。5年B組の担任教師。その後の検死により震災前に刺されていたことが発覚する。

### 青木の家族
青木の父
声：- / 西村知道
『2003』に登場。登場時、故人。末期ガンで病床に伏したとき、青木の仕事が順調だと聞き立派な仕事だと喜ぶが、本心は謎のままである。妻にも内緒で日記を記しており、死後発見されたが、読まれることなく、青木の手によってほとんど焼却された。その際、日記の中に挿まれていた第九の建物をバックに写る父親の写真が発見される。日記は、1冊だけ残されているが、まだ読まれてはいない。
青木の母
声：- / 野沢由香里
『2003』に登場。青木と和歌子の母。第九におけるMRI捜査という一人息子の仕事について、「死ぬと必ず脳を取り出されて秘密を見られる」といった誤解にもとづく強い偏見と嫌悪感を抱いている。そのため、親戚には青木の配属先を偽り、公にしたくないと発言している。長年連れ添った夫をガンで失った後、初孫である舞の誕生、青木と雪子の婚約で幸せの絶頂にあったが、突如襲った悲劇により青木を公衆の面前で罵倒してしまう。精神的ショックから認知症になりかけたが、孫の舞のお陰で徐々に立ち直る。 第九に対する一般人の偽らざる感覚を代弁する存在として描かれる。
『シーズン0』の『タジク編』最終話で退院する一行の迎えのため登場し、岡部に過去も含めて数々の非礼を詫びた。
倉辻 和歌子
声：- / 久川綾
『2003』に登場。旧姓、青木。青木の実の姉。29歳。お嬢様育ちで気性のおっとりした女性。母と同様、弟の仕事を正確に把握しておらず、母の代わりに父の脳を見ないか青木に尋ねる。『2007』冒頭で第一子となる長女（舞）が誕生。結婚に際して、年齢差などで思い悩む青木と雪子を後押しするなど頼もしい存在。
アニメ版ではエピソードの都合でケビン・ルーミスの母親の代役としても描かれ、一行から一人の女性として愛されているという設定。
倉辻 政信
『2010』に登場。青木の義理の兄。30歳。眼鏡をかけた穏和な男性。東京都渋谷区恵比寿に居を構え、妻と生まれたばかりの愛娘と共に幸せに暮らしていた。
倉辻 舞
『2007』から登場。青木の姪子。誕生以来、青木にとって「かけがえのない大切な存在」として生きるモチベーションの源となっている。終章では3歳となっている。
『シーズン0』のタジク編最終話に登場。青木を「行ちゃん」、岡部を「やっちゃん」と呼ぶ天真爛漫な美幼女に成長している。

### その他
幽霊の少年
声：下和田裕貴 / 不明
『2001』に登場。山口ら同級生のいじめを苦に自殺した少年。
早瀬 昭二（はやせ しょうじ）
『2008』に登場。40歳。浜田葵の婚約者。無職。葵のアパートに転がり込み、同棲していた。葵の父、堀江太一と同様にアルコール依存症で、DV。浜田尚から飲酒などの不行状を叱責された腹いせに、葵に暴力を振るった。トラウマを呼び覚まされた葵に殺されそうになり、葵に代わって殺そうとした尚と揉み合い、正当防衛で尚を殺害している。15歳のときに父親を癌で失ったと話している。アルコールの過剰摂取での逮捕歴が二度ある。
千堂 朱美（せんどう あけみ）
『2009』に登場。千堂大臣の妻で、咲の母親。
平野 美奈子（ひらの みなこ）
『2009』に登場。旧姓、沢田美奈子。ボストン領事館で、事務職員として勤務していた。ボストン総領事時代の千堂潮の恋人。朱美との縁談が進んでいたことで、潮から関係を解消された。娘の望美を誘拐される。奥ゆかしいところのある女性。

## 劇中に登場する事件
劇中に登場する事件の中で、章を通じて取り扱われ、最終章『2010 END GAME』の伏線ともなっている事件のみ取り扱う。
石丸大臣自殺事件
『2007 特別編』より。2057年、石丸創外務大臣が自室で遺書を残し自殺したとされる事件。非公式に行われたMRI捜査により実際には自殺ではなく暗殺だと判明。薪が単独で捜査にあたり、反対派や倫理委員会から第九を擁護し存続させることと、第九職員の身の安全を保証することを引き替えに、政治的圧力から事実が隠蔽された。
カニバリズム事件
『2010 The Last Supper』より。2057年11月、北海道根室沖で発生したマグニチュード7.7の地震発生から12日後、紫晶島で倒壊した病院内から入院患者の少年が救助され、18人の遺体が発見された。遺体の状況が不自然だったために事情を問いただしたところ、死のまぎわに少年が「僕は他の患者の遺体を食べて生き残った」と告白した。少年の死後、薪が単独で非公式にMRI捜査にあたった。この事件後、薪が命を狙われるようになり、薪の身を案じた鈴木も少年の脳を見ている。
28人連続殺人事件
『2001』より。2058年、貝沼清孝による美少年ばかり狙った連続殺人事件。28人を28通りの方法で殺害し、遺体をバラバラに解体した。貝沼が拘置中に自殺したために全容解明のためMRI捜査が行われるが、捜査の過程において第九は捜査員3人の死亡と1人の精神病院入院など、多大な人的被害を被った。2060年の「未成年連続自殺事件」も含めて貝沼事件と総称されるようになる。
連続一家殺害事件
『2008 特別編 Copy Cat』より。通称「模倣犯（コピーキャット）事件」。2062年3月28日ほか。2階建ての住居の2階から屋内に侵入し、一家を惨殺した後に室内で喫煙し、血文字で犯行の日付を残し、遺体の右腕にロープを巻き付けるという同一犯のものと思われる事件が相次いで発生する。青木は一連の犯行とその5年前に放送されたイギリスのテレビ番組“マーダーケース”との因果関係を指摘し、模倣犯による犯行と報告される。
大統領暗殺事件
『秘密 -トップ・シークレット-1999』参照。

## 秘密 -トップ・シークレット-1999

### あらすじ（1999）
舞台は、西暦2055年。『秘密 -トップ・シークレット-2001』から5年前。第57代アメリカ大統領「ジョン・B・リード」は、52歳の誕生日パーティで娘の連れて来た一人の青年と出会う。その2か月後、ジョンは何者かに殺害された。大統領暗殺事件解決のために読唇術の専門家「ケビン・ルーミス」の元に警察が協力依頼に来る。その捜査は、試験的に初めて行なわれる「MRI捜査」。そこには個人のプライバシーが配慮されることはなかった。契約書まで交わした極秘捜査内容は、次の日には何者かによってマスコミに流される。自分だけの秘密が第三者に無断で暴かれてしまう時代が来てしまった。なお、5年後の薪らのころにはチップ無しでも映像を再現できるまでに進歩しているが、当時のMRI捜査ではチップが必要だった。アニメ版ではこのエピソードを日本の第九が担当している。

### 登場人物（1999）
ケビン・ルーミス
大統領暗殺事件解決のために、読唇術を見込まれ、捜査に協力する。MRI捜査の核心部で捜査にあたることで、自らの秘密を守ろうと、事件解決後、愛する母を「見ない」よう、母の元から姿を消す（アニメ版では青木が担当。実姉に対して抱く家族以上の愛情を吹っ切るため、事件後転居する）。
ジョン・B・リード
声：宇垣秀成
第57代アメリカ大統領。52歳。清廉潔白な性格で敬虔なクリスチャン。女性には奥手であった。パーティーで席を外したところを、金銭目的の暴漢に襲われる。一度は財布を渡すが、後述の写真があったことを思い出し取り返そうとして抵抗したために刺殺される。誕生日パーティで、娘のボーイフレンドとしてマシュー（ロス）を紹介され、深い愛情を抱く。彼の写真を身に着けていたが、秘密を守るため、死の間際に写真を破り捨てた。発覚した真相はすべて暴露された。
ロス・マーコレイ（マシュー・ハーヴェイ）
声：佐々木望
推定年齢、18から23歳・国籍不明。オーストリアの反体制過激派武装組織「B・D」トップのブレイン。デボラに取り入り、「マシュー・ハーヴェイ」と名乗り、大統領に近づいた。近づいた目的、任務、その他すべて不明のまま姿を消す（アニメ版では死体で発見された）。
デボラ・リード
声：豊口めぐみ
ジョン・B・リードの娘。勤務先の研究所でマシューと知り合う。

## 秘密 season０
『秘密 ―トップ・シークレット―』の新シリーズ作品。『Genesis』は本編では描かれなかった薪と鈴木の出会いや薪の生い立ちや壮絶な過去、そして「第九」創設に至るまでの道筋が明かされる前日譚、『ORIGINAL SIN』は本編の続編である。下記では主に『Genesis』で明らかになった設定について説明する。

### あらすじ（season0）
2035年5月5日、自宅の火災で両親を喪った 薪 剛 は唯一人の生き残りとなり、父の親友だった 澤村 敏 の許に引き取られる。火災の現場から薪を救う際に重度の火傷を負った澤村に恩義を感じる薪は、献身的な介護で彼と二人だけの慎ましやかで閉鎖的な生活を送る。
両親の死から10年を経た2045年5月。東京大学への首席入学を果たした薪は、次席で入学した 鈴木 克洋 に急接近する。後に法医第九研究所を創設する二人の俊才は、薪の両親の死を巡る「秘密」に自ら足を踏み入れる。

### 登場人物（season0）
本編にも登場する薪と鈴木だが、年齢などの人物設定が15年後が舞台となる本編とは異なるため改めて紹介する。
薪 剛（まき つよし）
18歳。身長163cm。飛び級により17歳にして京都大学生命科学研究科の博士課程を修了後、東京大学に首席で入学した。天才中の天才として注目を集める存在だが交友関係がほとんどなく、私生活や人となりについては謎に包まれている。日本人離れした人形のような容姿、女性と見紛う美貌から、非常に目立ち女性からは受けが良い。
一方で異常なまでの博覧強記ぶりと一般常識に著しく欠けることで、周囲からは「変人」扱いされている。鈴木からその非常識さを叱責された際は、傷ついた顔を見せすぐに謝罪するなど、本編よりも素直で純粋な性格。初対面の鈴木を一目見てその来歴を言い当てるなど、当時から並外れた推理力を見せる。
10年前に火事で亡くなった両親は放火の上での「自殺」と断定され、法定相続人の澤村に引き取られた。薪は両親の死が自殺などではなく「殺人」であったと確信しており、その「秘密」の真相を追っている。澤村に引きとられてからは彼の介護に明け暮れる生活を送っており、その関係性は共依存的。
京大在学時の経験をもとに東大で行われている脳の信号を映像化する実験に被験者として協力。遺伝情報が破壊される危険のある過酷な人体実験に自ら志願しており、鈴木をして「生き急いでいる」と評される。
東大のトップエリートだけが入会を許される組織「プレミアム」の有力候補だったが、ある理由から推薦を見送られた。
鈴木 克洋（すずき かつひろ）
18歳。身長186cm、体重78kg。東京大学文科一類（法学部）在籍。横浜在住。
高校時代は陸上競技に励み、交友関係も広い。銀行員の父親を持ち、爽やかな好青年。明るく社交的で人柄も気さくだが怜悧な頭脳を持ち、観察眼に優れる。首席の薪を差し置いて「プレミアム」にスカウトされる。
澤村 敏（さわむら さとし）
薪の法定後見人で事実上の養父。かつては「プレミアム」で薪の父・俊の親友だったが、10年前の火事で顔にも及ぶ全身に火傷を負う。親友の遺児である薪を溺愛している。
原 直樹（はら なおき）
「プレミアム」の会員。
川谷 雅人（かわたに まさと）
衆議院議員。「プレミアム」会員の一人で鈴木の“マスター”となった人物。国会議事堂前で薪を恫喝する。
薪 俊
薪の父親。「プレミアム」の第54代マスター。2026年5月、29歳にして「20世紀オリンピック記念公園」の一代プロジェクトを任せられる。将来を嘱望されていたが、9年後の2035年5月5日に無理心中を図り自宅に放火して死亡したとされる。ある「秘密」を巡って実家と義絶している。
薪 琴海（まき ことみ）
薪の母親。小柄でチャーミングな女性。東大出身で「プレミアム」の一員。薪の体格が小さいのは同じく非常に小柄だった母親譲り。
自宅の火災により家族写真は残っておらず、剛の持つ遺影は学生時代に友人と写った写真のみである。

## 書籍情報
秘密 -トップ・シークレット- 1999
- 清水玲子『WILD CATS』第1巻 白泉社〈花とゆめコミックス〉2000年3月10日発行 ISBN 4-592-17145-4
  - 併録：「秘密 -トップ・シークレット- 1999」

秘密 -トップ・シークレット-
- 清水玲子『秘密 -トップ・シークレット-』白泉社〈ジェッツコミックス〉全12巻

1. 2001年12月24日発行 ISBN 978-4-592-13234-9（収録：「1999」、「2001」、併録：「現実の『秘密 -トップ・シークレット-』」）
2. 2003年06月03日発行 ISBN 978-4-592-13235-6（収録：「2002」、「2003」、併録：「秘密の秘密」）
3. 2007年03月05日発行 ISBN 978-4-592-13236-3（収録：「2005」、併録：「不思議な秘密」、「現実の秘密」）
4. 2008年02月05日発行 ISBN 978-4-592-13237-0（収録：「2007」、「2007 特別編」）
5. 2008年08月05日発行 ISBN 978-4-592-14535-6（収録：「2008」、「特別編」）
6. 2009年03月05日発行 ISBN 978-4-592-14536-3（収録：「2008 A PIECE OF ILLUSION」、「2008 特別編 Copy Cat」）
7. 2009年11月05日発行 ISBN 978-4-592-14537-0（収録：「2009」）
8. 2010年08月05日発行 ISBN 978-4-592-14538-7（収録：「2009 特別編 一期一会」、「2010」）
9. 2011年03月05日発行 ISBN 978-4-592-14539-4（収録：「2010 The Last Supper」、「2010 END GAME」）
10. 2012年01月05日発行 ISBN 978-4-592-14540-0（収録：「2010 END GAME」）
11. 2012年11月05日発行 ISBN 978-4-592-14541-7（収録：「2010 END GAME」）
12. 2012年11月05日発行 ISBN 978-4-592-14542-4（収録：「2010 END GAME」、「エピローグ 一期一会」）

- 清水玲子『新装版 秘密 -トップ・シークレット-』白泉社〈花とゆめコミックススペシャル〉全12巻

1. 2015年12月18日発売 ISBN 978-4-592-21831-9
2. 2015年12月18日発売 ISBN 978-4-592-21832-6
3. 2016年01月05日発売 ISBN 978-4-592-21833-3
4. 2016年01月05日発売 ISBN 978-4-592-21834-0
5. 2016年02月05日発売 ISBN 978-4-592-21835-7
6. 2016年02月05日発売 ISBN 978-4-592-21836-4
7. 2016年03月04日発売 ISBN 978-4-592-21837-1
8. 2016年03月04日発売 ISBN 978-4-592-21838-8
9. 2016年04月05日発売 ISBN 978-4-592-21839-5
10. 2016年04月05日発売 ISBN 978-4-592-21840-1
11. 2016年04月20日発売 ISBN 978-4-592-21841-8
12. 2016年04月20日発売 ISBN 978-4-592-21842-5

秘密 season0
- 清水玲子『秘密 season0』白泉社〈花とゆめコミックススペシャル〉既刊12巻（2025年2月20日現在）

1. 2013年09月05日発行 ISBN 978-4-592-19736-2（収録：「Genesis 創世記」）
2. 2015年09月04日発売 ISBN 978-4-592-19737-9（収録：「原罪 ORIGINAL SIN」）
3. 2015年09月04日発売 ISBN 978-4-592-19738-6（収録：「原罪 ORIGINAL SIN」）
4. 2016年08月05日発売 ISBN 978-4-592-19739-3（収録：「可視光線」）
5. 2017年09月05日発売 ISBN 978-4-592-21235-5（収録：「増殖」）
6. 2017年09月05日発売 ISBN 978-4-592-21236-2（収録：「増殖」）
7. 2018年07月05日発売 ISBN 978-4-592-21237-9（収録：「冬蝉」）
8. 2019年07月05日発売 ISBN 978-4-592-21238-6（収録：「悪戯（ゲーム）」）
9. 2020年09月04日発売 ISBN 978-4-592-21239-3（収録：「悪戯（ゲーム）」）
10. 2021年07月05日発売 ISBN 978-4-592-21240-9（収録：「悪戯（ゲーム）」）
11. 2025年02月20日発売 ISBN 978-4-592-22291-0（収録：「DNA」）
12. 2025年02月20日発売 ISBN 978-4-592-22292-7（収録：「DNA」）

秘密 パーフェクトプロファイル
- 清水玲子『秘密 パーフェクトプロファイル』白泉社〈花とゆめコミックススペシャル〉全1巻

1. 2016年08月05日発売 ISBN 978-4-592-21843-2（収録：「まっクロクロスケ編」、「データ消失 2016編」）

## テレビアニメ
『秘密 〜The Revelation〜』のタイトルで、2008年4月から9月まで、日本テレビにて放送された。
設定とストーリーは原作から大幅に改変されている。すべての事件がほぼ同時期に発生したものとされている。MRI捜査によって得られた映像をヒントに、捜査員が地道な現場捜査を行い、事件の真相を明らかにする展開が多い。
アニメ版ではMRI捜査の運用に際して原作ほど制約がなく、凶悪事件とは言い切れず通常捜査でも十分解決可能な事件まで、脳さえ手に入れば捜査の対象となっている。また、原作では事件や捜査とは無関係な記憶映像の中から事件解決の糸口となる事実を探し求めることに労力が割かれ、繰り返し何度も同じ映像を見ているのに対して、アニメ版では死亡直前の「ラストカット」を始め、かなり過去の記憶でも瞬時に的確な映像を検索することが可能となっている。また、アニメでは、捜査員たちが映像を見る場面や時間も原作に比べて格段に少なく、原作では少ない現場捜査場面が多い。
全話のアバンナレーションを池田秀一が担当した。

### スタッフ
- 監督 - 青山弘[1]
- シリーズ構成 - 鈴木智[1]
- キャラクターデザイン・総作画監督 - 大下久馬
- 美術監督 - 清水友幸[1]
- 色彩設計 - 関根栄子
- 撮影監督 - 坂巻哲嗣
- 編集 - 小島俊彦
- 音響監督 - 本田保則
- 音楽 - 平野義久[1]
- プロデューサー - 中谷敏夫、田村学、笠原陽介（18話まで）
- アニメーションプロデューサー - 吉本聡
- アニメーション制作 - マッドハウス[1]
- 製作・著作 - 秘密製作委員会（日本テレビ、D.N.ドリームパートナーズ、バップ、マッドハウス）

### 主題歌
オープニングテーマ「ココロフィルム」
作詞 - 翔太 / 作曲 - KOJI / 編曲 - 佐久間正英、ALvino / 歌 - ALvino
エンディングテーマ「煙」
歌・作詞・作曲 - まきちゃんぐ / 編曲 - 澤近泰輔

### 各話リスト
| 話数    | サブタイトル               | 脚本            | 絵コンテ        | 演出           | 作画監督                     |
| ------- | -------------------------- | --------------- | --------------- | -------------- | ---------------------------- |
| case 1  | 脳と旅する男               | 鈴木智          | 青山弘          | 香川豊         | 垪和等                       |
| case 2  | トップシークレット（前編） | 鈴木智          | 小島正幸        | 山岡実         | 諸貫哲朗                     |
| case 3  | トップシークレット（後編） | 鈴木智          | 渕上真          | 渕上真         | 谷口守泰                     |
| case 4  | 幸福な歌                   | 川嶋澄乃        | 森田宏幸        | 櫛引康志       | 杉山東夜美                   |
| case 5  | キヌコ（前編）             | 川嶋澄乃        | 水野和則        | 高橋滋春       | 横田和彦 猿渡聖加            |
| case 6  | キヌコ（後編）             | 川嶋澄乃        | 坂田純一        | 平田豊         | 古佐小吉重                   |
| case 7  | 見えない顔                 | 宍戸義孝 鈴木智 | 江上潔          | 水野健太郎     | 櫻井このみ                   |
| case 8  | 改造                       | 林壮太郎        | ひいろゆきな    | ひいろゆきな   | 宮本佐和子                   |
| case 9  | ＊（アスタリスク）         | 都築孝史        | 森田宏幸        | 鈴野貴一       | 渡辺奈月                     |
| case 10 | 箱の中の鼠                 | 小林雄次        | 影山楙倫        | 所俊克         | 波風立流                     |
| case 11 | その首に手を出すな         | 藤岡美暢        | 坂田純一        | 八田洋介       | 青野厚司 宮本佐和子          |
| case 12 | 来訪者（前編）             | 林壮太郎        | 影山楙倫        | 渡邉こと乃     | 趙瑛夾 李正弼                |
| case 13 | 来訪者（後編）             | 林壮太郎        | 小島正幸        | 平田豊         | 猿渡聖加                     |
| case 14 | 赤いハイヒールの女         | 鈴木智          | 森田宏幸        | 高橋滋春       | 古佐小吉重                   |
| case 15 | 哀歌                       | 川嶋澄乃        | 小川直也        | 水野健太郎     | 横田和彦                     |
| case 16 | ファイナル・テイク         | 小林雄次        | いしづかあつこ  | いしづかあつこ | 菊池愛                       |
| case 17 | 目撃                       | 林壮太郎        | 滝川和男        | 所俊克         | 波風立流                     |
| case 18 | 誰も見ていない（前編）     | 鈴木智          | 渕上真          | 渕上真         | 諸貫哲朗 高瀬言 Kim Yong-sik |
| case 19 | 誰も見ていない（中編）     | 鈴木智          | 山岡実          | 山岡実         | 宮本佐和子                   |
| case 20 | 誰も見ていない（後編）     | 鈴木智          | 坂田純一        | 渡邉こと乃     | 李憨培 趙瑛夾                |
| case 21 | 侵食                       | 宍戸義孝 鈴木智 | 森田宏幸        | 平田豊         | 古佐小吉重                   |
| case 22 | カウントダウン             | 林壮太郎        | 水野和則        | 高橋滋春       | 横田和彦 高瀬言              |
| case 23 | SEARCH MY BODY（前編）     | 川嶋澄乃        | 小島正幸        | 八田洋介       | 猿渡聖加                     |
| case 24 | SEARCH MY BODY（後編）     | 川嶋澄乃        | いしづかあつこ  | いしづかあつこ | 菊池愛                       |
| case 25 | 犠牲（サクリファイス）     | 鈴木智          | 森田宏幸        | 渕上真         | 波風立流                     |
| case 26 | 楽園（パラディソス）       | 鈴木智          | 水野和則 青山弘 | 青山弘 山岡実  | 宮本佐和子 垪和等 高口弘     |

### 放送局
| 放送地域   | 放送局       | 放送期間               | 放送日時                                                                                 | 備考         |
| ---------- | ------------ | ---------------------- | ---------------------------------------------------------------------------------------- | ------------ |
| 関東広域圏 | 日本テレビ   | 2008年4月8日 - 9月30日 | 火曜 25時29分 - 25時59分                                                                 | 製作局       |
| 日本全国   | 日テレプラス | 2008年7月17日 -        | 木曜 23時30分 - 24時（ - 11月13日） 金曜 23時30分 - 24時（11月21日 - ） （リピートあり） | CSチャンネル |

| 日本テレビ（日テレ） 火曜25:29枠 | 日本テレビ（日テレ） 火曜25:29枠 | 日本テレビ（日テレ） 火曜25:29枠 |
| 前番組                           | 番組名                           | 次番組                           |
| -------------------------------- | -------------------------------- | -------------------------------- |
| 魔人探偵脳噛ネウロ               | 秘密 〜The Revelation〜          | 魍魎の匣                         |

## 映画
『秘密 THE TOP SECRET』のタイトルで、2016年8月6日公開。監督は大友啓史。生田斗真と岡田将生は7年ぶりの共演になる。PG12指定。
劇中の脳内映像は出演者がヘルメット型のカメラを付け主観映像を撮影しているため、「脳内映像撮影」として一部の出演者がスタッフロールにクレジットされている。

### 主なキャスト（映画）
- 薪剛 - 生田斗真
- 青木一行 - 岡田将生
- 貝沼清孝 - 吉川晃司[5]
- 鈴木克洋 - 松坂桃李
- 露口絹子 - 織田梨沙
- 今井孝史 - 大倉孝二
- 天地奈々子 - 木南晴夏
- 岡部靖文 - 平山祐介
- 山路清 - 三浦誠己
- 田中真一 - 泉澤祐希
- 平井学 - 望月歩
- 司法浪人生 - 前野朋哉
- 浅野諮問委員長 - 小市慢太郎
- 三好雪子 - 栗山千明
- 露口浩一 - 椎名桔平

映画オリジナルキャラクター
- 斎藤純一郎 - リリー・フランキー
- 眞鍋駿介 - 大森南朋[9]

### スタッフ（映画）
- 原作 - 清水玲子『秘密 -トップ・シークレット-』（白泉社刊・MELODY連載）
- 監督 - 大友啓史
- 脚本 - 髙橋泉、大友啓史、LEE SORK JUN、KIM SUN MEE
- 音楽 - 佐藤直紀
- 主題歌 - SIA「ALIVE」[14]（ソニー・ミュージックレーベルズ）
- 製作総指揮 - 大角正
- エグゼクティブプロデューサー - 関根真吾、青木竹彦
- プロデューサー - 新垣弘隆、小川真司、福島聡司
- 企画 - 伊藤仁吾
- 撮影 - 石坂拓郎
- 照明 - 平野勝利
- 美術 - 橋本創
- 装飾 - 渡辺大智
- 録音 - 湯脇房雄
- 編集 - 今井剛
- VFXスーパーバイザー - 小坂一順
- 衣装デザイン / キャラクターデザイン - 澤田石和寛
- ヘアー - FUJIU JIMI
- メイクアップ - MANAMI ISHIKAWA
- 音響効果 - 大河原将
- スクリプター - 河島順子
- キャスティング - 高屋隆太
- スケジュール - 桜井智弘
- 助監督 - 田中諭
- 製作担当 - 村松大輔
- 宣伝プロデューサー - 小林真希、木村徳永、杉野淳
- ラインプロデューサー - 田口雄介
- 制作プロダクション - 松竹撮影所
- 企画・配給 - 松竹
- 製作幹事 - 松竹、WOWOW
- 製作 - 「秘密 THE TOP SECRET」製作委員会（松竹、木下グループ、WOWOW、ジェイ・ストーム、白泉社、GYAO）

## ゲーム
三国志大戦
セガ・インタラクティブのアーケードゲーム。
2019年2月より、本作品の薪をモデルにした司馬師が登場する。声はアニメ版と同じく関智一が担当。

## テレビドラマ
『秘密〜THE TOP SECRET〜』（ひみつザトップシークレット）のタイトルで、2025年1月20日から4月7日まで関西テレビ制作・フジテレビ系列の「月曜22時枠」で放送された。主演は板垣李光人と中島裕翔。板垣は本作が地上波ゴールデン帯連続ドラマ初主演、中島はカンテレドラマ初主演。

### キャスト（テレビドラマ）

#### 主要人物（テレビドラマ）
薪剛
演 - 板垣李光人
科学警察研究所の法医第九研究室（通称「第九」）の室長。
青木一行
演 - 中島裕翔（第2話 - ）
第九に配属される鈴木に似た新米捜査員。
鈴木克洋
演 - 中島裕翔（二役）
薪の大学時代からの親友で第九の副室長。貝沼教授の脳を見たあと前後不覚になり、拳銃で自殺しようとするが死にきれず、薪に射殺される。
三好雪子
演 - 門脇麦
法医第一研究室の解剖医。薪とは大学時代からの友人であり、亡くなった鈴木の婚約者。

#### 第九（テレビドラマ）
科学警察研究所法医第九研究室。
岡部靖文（おかべ やすふみ）
演 - 高橋努
捜査員。捜査一課の刑事だったが第九に異動になる。（第2話）
瀧本幹生（たきもと みきお）
演 - 眞島秀和（幼少期：嶋田鉄太）
捜査員。貝沼教授のMRI映像を見たことで錯乱状態になり精神病院に入院する。
曽我育秀
演 - 濱津隆之
捜査員。貝沼教授の事件後、第九に配属される。
小池穂高
演 - 阿佐辰美
捜査員。貝沼教授の事件後、第九に配属される。
宇野穂香
演 - 森田想
捜査員。サイバー担当。貝沼教授の事件後、第九に配属される。
今井理央
演 - 梅舟惟永
捜査員。貝沼教授の事件後、第九に配属される。
上野良臣、豊村政典
演 - 近藤頌利、渕野右登
捜査員。貝沼教授の事件が原因で死亡する。

#### 周辺人物（テレビドラマ）
貝沼清孝（かいぬま きよたか）
演 - 國村隼
大学教授で第九のMRI捜査技術を開発した脳科学の権威。ある日突然、頸動脈をカミソリで切って自殺する。その後のMRI捜査で28人の少年を殺害していたことがわかる。
菅井律子 / スガちゃん
演 - 鳴海唯
雪子の解剖助手。敏腕解剖医。
本城篤久
演 - 利重剛
警察庁長官。
警視総監
演 - 大河内浩
薪を監視させるために岡部を第九に異動させる。
田城
演 - 池田鉄洋
科学警察研究所所長。

#### ゲスト（テレビドラマ）

##### 第1話（テレビドラマ）
露口絹子〈23〉
演 - 夏子（第5話・最終話、幼少期：上村結羽）
6年前の鎌倉一家殺人事件で死んだと思われていた露口家の長女。事件当時、17歳。事件後、記憶を失くして甲府の施設に山口愛という名前で保護されていた。
露口浩一〈56〉
演 - 光石研（最終話）
鎌倉一家殺人事件で家族を全員殺したとして死刑になった男性。
平井学〈13〉
演 - 黒川想矢（幼少期：田島一真）
鎌倉市の露口家の近所に住んでいる中学生。絹子と再会した5日後、トラックに轢かれて死亡する。ZIPという犬を飼っている。
石丸創
演 - 相島一之（第10話）
大臣。自宅で拳銃で死亡。遺書があったため、自殺とされて捜査が終了する。
平井
演 - 松岡依都美
学の母。
刑事
演 - 岡村まきすけ（役名：橋口、第2話）、日向丈、龍之介（役名：南）
警視庁捜査一課 刑事。岡部靖文の同僚。
警察官
演 - 村井崇記
絹子を保護した東京の交番の警官。露口浩一の死刑が執行されたという新聞記事を見て、彼女が露口絹子だと気づく。
女性警察官
演 - 藤牧優花
絹子を保護した交番の女性警官。
露口麻子〈享年14〉、露口桜〈享年70〉
演 - 金恒那、下東久美子
浩一の次女と義母。6年前の鎌倉一家殺人事件の被害者。
ZIP
演 - 波
平井学が飼っているボーダー・コリー。
池田達雄
演 - 和泉佳竜
行方不明の高校生。絹子と会った翌日に捜索願が出されている。

##### 第2話（テレビドラマ）
小島郁子〈40〉
演 - 池脇千鶴（第5話）
コンビニ店員。コンビニのバックヤードで同僚2人を刺し殺し、自宅の風呂場で首を吊って自殺。母親が死んでから、仕事と父親の介護を1人でしていた。勤務態度が非常に良く、昨年アルバイトから正社員になっている。
小島
演 - やなぎ浩二
郁子の父。要介護で寝たきり。自宅で郁子に介護されている。
山崎蓮〈20〉
演 - 増子敦貴
コンビニ アルバイト。大学の医療福祉学部に通う学生。郁子に殺害された被害者。生前、郁子の境遇に同情して、郁子の父の介護を手伝ってあげていた。
佐藤佳代子
演 - 下田彩夏（第5話）
コンビニ アルバイト。蓮と同じ大学の後輩。蓮と共に郁子に殺害される。蓮とは年末から付き合っており、蓮と同じコンビニでバイトするようになった。蓮が郁子の父の介護を手伝うことを快く思っておらず、郁子と言い争いが絶えなかった。
幻想の郁子
演 - オードリー有莉咲
郁子が現実逃避して妄想する自身の姿。
捜査員
演 - 高木慧一
同級生
演 - 小出奈央
郁子の同級生。公園でばったり再会する。
佳代子の友人
演 - 黒白怜生、八田未来
佳代子の大学の友人。
救急隊員
演 - 瀬戸口祥侑

##### 第3話（テレビドラマ）
倉辻和歌子
演 - 佐津川愛美（第4話・第9話 - 最終話）
青木一行の姉。妊娠している。
青木千枝
演 - 神野三鈴（第4話・第9話・第10話）
一行の母。亡くなった夫の日記を一行に託す。
倉辻政信
演 - 芹澤興人（第4話・第9話 - 最終話）
和歌子の夫。
青木義和
演 - 岡田謙
一行の父。病気で亡くなる。
武田涼
演 - 安清光星（第5話）
同級生の山口和英たちにいじめを受け、4年前に自殺している少年。
山口和英〈16〉、伊藤一実〈17〉、浅野浩一〈16〉、石渡勇作〈16〉、福島真司〈16〉、山下久慶〈16〉、内堀陽翔〈17〉、酒井朝陽〈16〉、槙原陸〈16〉
演 - 西谷星七、永健太、石岡飛鳥、大塚正樹、荒川学斗、大原由暉、中島志、上條靖弥、新井元輝
同日に別の場所で自殺した9人の少年。生前、同じ少年院に入所していた。
北村昌人〈17〉
演 - 山岡樹
貝沼教授の催眠療法を受けた少年の1人。長野県山中のトンネル工事従業員。ヴァルハラ彗星のニュースを見ておらず、まだ自殺を図っていない。
カップル
演 - 長谷川諒
夜空を見て「UFOだ」と喜ぶカップル。

##### 第4話（テレビドラマ）
里中恭子〈26〉
演 - 中村ゆりか（第5話）
「みなとファーマシー」の薬剤師。朝の通勤ラッシュの電車内で刺殺される。実は2年前に帰化した中国人で、元の名前は朱美恵（ズー・ミーフィ）。
田島秋彦〈48〉
演 - 吉岡睦雄（第5話）
刺殺される直前の里中恭子と電車内で言い争っていた会社員。数日後、新種のウィルスに感染して錦糸町のカプセルホテル「リトルブルー」で死亡する。
岸谷理香子〈17〉
演 - 瀧七海（第5話）
頸部を刃物で切られて殺害された4番目の被害者。
森山渚〈17〉、林田雅子〈54〉、押井正〈45〉
演 - 吉田莉桜（第5話）、後藤亜希（第5話）、Velo武田（第5話）
頸部を刃物で切られて失血死していた男女。全員、指の爪が黒っぽく変色している。
検査技師
演 - 長友郁真
田島秋彦が感染したウィルスが新種のものであることを第九に説明する。
高校生
演 - 白石優愛
岸谷理香子と森山渚の友人。
検視官
演 - 松木研也
田島秋彦の遺体を再見し、変色していた爪の色が無くなっていることに気付く。
遠藤恵子
演 - 谷友紀子
浦和美園駅前から里中恭子が殺害された事件をリポートする。
母親、祖父母
演 - 市原茉莉、浜田恭栄、広瀬永幸
青木が姉を見舞った病院の新生児室で赤ん坊（りかこ）を抱く母親と祖父母。

##### 第5話（テレビドラマ）
帽子の男 / 王福龍（ウォン・フーリュン）〈27〉
演 - 水間ロン（第4話）
刺されて倒れた里中恭子に声をかける男。実は慶林大学医科学研究所ウィルス学研究室 助教。7年前に中国より来日した、5つの薬品の特許を持つ科学者。
高木梅子
演 - 白川和子（第4話）
里中恭子が殺害された電車に乗っていた高齢女性。実は毎朝、電車で恭子に席を譲ってもらっていた。
研究員
演 - 飛田一樹、伊原卓哉
慶林大学医科学研究所ウィルス学研究室の王福龍の同僚。

##### 第6話（テレビドラマ）
早瀬翔〈31〉
演 - 木田佳介
葵と同棲している婚約者。実はギャンブル好きで借金があり、窃盗と傷害での逮捕歴がある。
堀江太一〈40〉
演 - 木原勝利
老朽化し取り壊された新潟の明方団地跡地から屍蝋化遺体となって発見された男性。遺体の状態から、下腹部を何度も刺されて失血死したと思われる。後に25年前に行方不明になった団地住民・堀江太一と分かる。
女性刑事
演 - 福原稚菜
自宅アパートで事件が起きた浜田葵に付き添う。
堀江茜
演 - 永井ちひろ
太一の妻。浜田兄妹の母親。息子・尚が14歳の時に亡くなっている。
兄妹
演 - 嶺岸煌桜、渡辺穂香
コンビニではぐれる幼い兄妹。
浜田葵
演 - 藤間爽子（幼少期：水田あみ）
雪子の友人。早瀬翔との結婚式の招待状を雪子に渡しに来る。旧姓：堀江。
浜田尚（はまだ ひさし）〈41〉
演 - 橋本淳（少年時代：羽村仁成）
葵の兄。葵と翔の結婚を良く思っていない。旧姓：堀江。14歳の時に母が亡くなり父・太一、妹・葵と3人で明方団地で暮らしていたが、父の失踪後は施設で育っている。職場での評判はいいが、妹のことになるとすぐにキレる。

##### 第7話（テレビドラマ）
千堂潮〈64〉
演 - 生瀬勝久（第8話）
外務大臣。娘・咲を誘拐される。20年前、中東アフリカ局長だった時に、国際医療支援の日本代表22名が拉致された『デルナ集団拉致事件』が発生している。
淡路真人〈75〉
演 - 伊武雅刀（第8話）
吉田さなえの元夫。『デルナ集団拉致事件』被害者・瑞木の父。
千堂咲〈17〉
演 - 葵うたの（第8話）
外務大臣の娘。7日前から行方不明だったが、犯行声明が出され誘拐事件となる。
吉田さなえ〈63〉
演 - 千葉雅子（第8話）
千堂咲誘拐の被疑者。警察に踏み込まれ自殺する。淡路真人の元妻で『デルナ集団拉致事件』被害者・淡路瑞木の母。
千堂朱美
演 - 霧島れいか（第8話）
潮の妻、咲の母。MRI映像を見て、映っている少女は咲ではない、と断言する。
秘書官
演 - 玉置孝匡
千堂大臣の秘書官。
医師
演 - 山崎潤
淡路真人の担当医。
SP
演 - 藤井アキト（第8話）、奥野智也（第8話）
千堂大臣のSP。
刑事
演 - 大迫一平（第8話）、水間貴弘（第8話）、佐久間あきひろ（第8話）、須藤慧（第8話）、山本大介（第8話）
淡路真人を逮捕しに病室に現れる刑事。
看護師
演 - 下城愛（第8話）
「恵泉ホスピス」の淡路真人の担当看護師。
秘書
演 - 小熊樹
千堂大臣の秘書。
代表
演 - 直井忠道
拉致被害者の会「フラワーシード」代表。
要人
演 - カリル・メクダシ
千堂と写真に写っている中東の要人。

##### 第8話（テレビドラマ）
平野望美〈22〉
演 - 羽瀬川なぎ（第7話）
吉田さなえのMRI映像に映っていた拉致された女性。青木らによって貨物船のコンテナの中から発見される。
平野美奈子
演 - 安藤裕子
望美の母。さなえのMRI映像を見て、拉致された女性が行方不明の望美だと確認する。実は24年前、領事館で千堂の下で働いていた。旧姓：沢田。
リポーター
演 - 伊藤航
千堂咲救出を現場から報じるリポーター。
警察庁幹部
演 - 平山繁史、山本東
警察庁長官に淡路真人殺害の顛末を報告する。
アナウンサー
演 - 中川朋香（第9話）
テレビで千堂大臣の逮捕についての街の声を報じるアナウンサー。

##### 第9話（テレビドラマ）
SP
演 - 丸山佑亮
薪の警護をするSP。
警官
演 - 敬太
110番通報を受けて倉辻宅に駆けつける警察官。
受付
演 - 島袋明希子
瀧本が入院していた病院の受付。訪ねて来た薪に「瀧本という患者はいない」と告げる。
佐山英雄〈46〉
演 - 比佐仁（第10話・最終話）
政府との癒着が噂される宗教団体「クオリア教会」の新代表。
SP
演 - 俵広樹
雪子の後をこっそりつけている男性。実は薪の命令で雪子を警護しているSP。
倉辻舞
演 - 多川朔都（第10話）
和歌子と義和の産まれたばかりの子ども。青木の姪。
江良聖一〈65〉
演 - 江良圭（第10話・最終話）
「クオリア教会」創始者。引退して代表の座を佐山に譲る。

##### 第10話（テレビドラマ）
赤川正志
演 - 赤ペン瀧川（最終話）
警視庁 警備部長。SATを指揮して薪を捜索する。
刑事
演 - ドンペイ（役：主任刑事）、片山健人、山岸綾佑、竹邑貴司（最終話）、垣内健吾（最終話）
第九に事情聴取に来る刑事。
男
演 - 豊満亮（第1話・最終話）
和歌子に拳銃を向け脅していたスキンヘッドにサングラスの男。石丸大臣も同様に脅していた。

鈴木克洋の両親
演 - 橋本よしお（第5話）、加地葉子（第5話）

SAT隊長
演 - 西尾浩行（最終話）

##### 最終話（テレビドラマ）
瀧本幹生の母
演 - 西原亜希
夫の自殺後、「クオリア教会」に入信し、幹生を1人残して出て行ってしまう。
瀧本幹生の父
演 - 松井ショウキ
自宅で首を吊って死んでいるのを幼い幹生に発見される。
女子高生
演 - 設楽もね、福田サン
江良聖一殺害のMRI動画をスマホで見る女子高生。
幹部
演 - 渡辺隆二郎（第10話）
「クオリア教会」幹部。4年前の江良聖一殺害の現場に佐山英雄と共におり、江良が死亡したことを確認する。

SAT隊員
演 - 木村桜輔

信者
演 - 今邑万里子（第10話）
「クオリア教会」信者。江良聖一殺害の現場に偶然居合わせ殺害される高齢女性。実は瀧本幹生の母の年老いた姿。
江良の家族
演 - 安井望乙理（最終話）、井上貴恵（最終話）
「クオリア教会」創始者・江良聖一の家族。4年前、聖一と共に側近の佐山英雄らに殺害される。

### スタッフ（テレビドラマ）
- 原作 - 清水玲子『秘密-トップ・シークレット-』『秘密 season0』（白泉社『メロディ』連載）[15]
- 脚本 - 佐藤嗣麻子[15]
- 音楽 - 小島裕規"Yaffle"
- 主題歌 - BUDDiiS「Iris」（SDR inc.）[18]
- オープニング曲 - Penthouse「ナンセンス」（ビクターエンタテインメント）[101]
- 演出 - 松本佳奈、宝来忠昭、根本和政、稲留武[17]
- プロデューサー - 豊福陽子、近藤匡、近藤多聞[15]
- 制作協力 - C&Iエンタテインメント[15]
- 制作 - カンテレ[15]

### 放送日程（テレビドラマ）
| 話数                                                         | 放送日  | サブタイトル                                            | 演出     | 視聴率 |
| ------------------------------------------------------------ | ------- | ------------------------------------------------------- | -------- | ------ |
| 第1話                                                        | 1月20日 | 死者の脳は何を語る?かつてないほど切ないバディ誕生       | 松本佳奈 |        |
| 第2話                                                        | 2月03日 | 鏡の中に生きる私                                        | 松本佳奈 |        |
| 第3話                                                        | 2月10日 | 亡き友と同じ顔の青年                                    | 松本佳奈 |        |
| 第4話                                                        | 2月17日 | 満員電車の目撃者なき殺人!                               | 松本佳奈 |        |
| 第5話                                                        | 2月24日 | 命がけの囮捜査!謎のウイルス殺人の哀しき真相             | 松本佳奈 |        |
| 第6話                                                        | 3月03日 | 掘り起こされた25年前の秘密!親友の過去を暴くとき         | 稲留武   |        |
| 第7話                                                        | 3月10日 | 外務大臣の娘が誘拐!ある老夫婦の20年目の復讐             | 宝来忠昭 |        |
| 第8話                                                        | 3月17日 | 娘の命か国交か?外務大臣へ執念の復讐                     | 宝来忠昭 |        |
| 第9話                                                        | 3月24日 | 最終章突入!よみがえる過去の亡霊                         | 宝来忠昭 |        |
| 第10話                                                       | 3月31日 | 脳に刻まれた犯人からのメッセージ!薪だけが知る秘密とは   | 根本和政 |        |
| 最終話                                                       | 4月07日 | それは、正義か罪か?秘密の正体と、浮かび上がる衝撃の真実 | 根本和政 |        |
| （視聴率はビデオリサーチ調べ、関東地区・世帯・リアルタイム） |         |                                                         |          |        |

- 第2話は1月27日に放送予定だったが、男性タレント（当時）の女性トラブルについて、フジテレビ社員の関与が報じられている問題などを受けての記者会見を伝える『緊急特報フジテレビ経営陣会見』のため休止となった[103]。

| カンテレ制作・フジテレビ系列 月曜夜10時枠の連続ドラマ | カンテレ制作・フジテレビ系列 月曜夜10時枠の連続ドラマ | カンテレ制作・フジテレビ系列 月曜夜10時枠の連続ドラマ |
| 前番組                                                | 番組名                                                | 次番組                                                |
| ----------------------------------------------------- | ----------------------------------------------------- | ----------------------------------------------------- |
| モンスター （2024年10月14日 - 12月23日）              | 秘密〜THE TOP SECRET〜 （2025年1月20日 - 4月7日）     | あなたを奪ったその日から （2025年4月21日 - 6月30日）  |